# Liste der Kulturdenkmale in der Johannstadt
Die Liste der Kulturdenkmale in der Johannstadt enthält die Kulturdenkmale des Stadtteils Johannstadt in der Dresdner Gemarkung Altstadt II. 

Diese Gemarkung gliedert sich in die Stadtteile Johannstadt, Seevorstadt, Südvorstadt, Äußere Wilsdruffer Vorstadt und Großer Garten.
Diese Liste enthält die Kulturdenkmale des Stadtteils Johannstadt unterteilt in die statistischen Bereiche Johannstadt-Nord und Johannstadt-Süd. Außerdem werden hier die Kulturdenkmale von „Johannstadt-Südost“ aufgenommen, da dieser Stadtteil zwar dem Stadtbezirk Blasewitz zugeordnet ist, aber zur Gemarkung Altstadt II gehört. 
 Die Anmerkungen sind zu beachten.
Diese Liste ist eine Teilliste der Liste der Kulturdenkmale in Dresden. 

Diese Liste ist eine Teilliste der Liste der Kulturdenkmale in Sachsen.

## Legende
- Bild: Bild des Kulturdenkmals, ggf. zusätzlich mit einem Link zu weiteren Fotos des Kulturdenkmals im Medienarchiv Wikimedia Commons. Wenn man auf das Kamerasymbol klickt, können Fotos zu Kulturdenkmalen aus dieser Liste hochgeladen werden:
- Bezeichnung: Denkmalgeschützte Objekte und ggf. Bauwerksname des Kulturdenkmals
- Lage: Straßenname und Hausnummer oder Flurstücknummer des Kulturdenkmals. Die Grundsortierung der Liste erfolgt nach dieser Adresse. Der Link (Karte) führt zu verschiedenen Kartendiensten mit der Position des Kulturdenkmals. Fehlt dieser Link, wurden die Koordinaten noch nicht eingetragen. Sind diese bekannt, können sie über ein Tool mit einer Kartenansicht einfach nachgetragen werden. In dieser Kartenansicht sind Kulturdenkmale ohne Koordinaten mit einem roten bzw. orangen Marker dargestellt und können durch Verschieben auf die richtige Position in der Karte mit Koordinaten versehen werden. Kulturdenkmale ohne Bild sind an einem blauen bzw. roten Marker erkennbar.
- Datierung: Baubeginn, Fertigstellung, Datum der Erstnennung oder grobe zeitliche Einordnung entsprechend des Eintrags in der sächsischen Denkmaldatenbank
- Beschreibung: Kurzcharakteristik des Kulturdenkmals entsprechend des Eintrags in der sächsischen Denkmaldatenbank, ggf. ergänzt durch die dort nur selten veröffentlichten Erfassungstexte oder zusätzliche Informationen
- ID: Vom Landesamt für Denkmalpflege Sachsen vergebene, das Kulturdenkmal eindeutig identifizierende Objekt-Nummer. Der Link führt zum PDF-Denkmaldokument des Landesamtes für Denkmalpflege Sachsen. Bei ehemaligen Kulturdenkmalen können die Objektnummern unbekannt sein und deshalb fehlen bzw. die Links von aus der Datenbank entfernten Objektnummern ins Leere führen. Ein ggf. vorhandenes Icon  führt zu den Angaben des Kulturdenkmals bei Wikidata.

## Johannstadt-Nord
| Bild                                    | Bezeichnung | Lage                                                           | Datierung                                                            | Beschreibung | ID       |
| --------------------------------------- | --- | -------------------------------------------------------------- | -------------------------------------------------------------------- | --- | -------- |
|                                         | Denkmalschutzgebiet Blasewitz/Striesen-Nordost | (Karte)                                                        |                                                                      | Nur der Bereich Schubertstr. 23 bis 39 (ungerade) und Pfotenhauerstr. 110 und 112; stadtgeschichtlich, städtebaukünstlerisch und mit bemerkenswerter architektonischer Qualität und Vielfalt außerordentlich bedeutsam. | 09306381 |
| Weitere Bilder                          | Albertbrücke | Albertbrücke (Karte)                                           | 1875–1877 (Straßenbrücke)                                            | Straßenbrücke über die Elbe; Bogenbrücke mit Widerlagern, gestalterisch und konstruktiv bemerkenswertes Brückenbauwerk aus der Gründerzeit, bau-, orts- und verkehrsgeschichtlich bedeutend sowie städtebaulich von Wert (siehe auch Elbpromenade, Käthe-Kollwitz-Ufer). | 09217482 |
|                                         | Wohnanlage mit fünf Häusern | Alfred-Schrapel-Straße 1 (Karte)                               | um 1930 (Mehrfamilienwohnhaus)                                       | charakteristische Bauten der zwanziger und frühen dreißiger Jahre mit schlichten, traditionell gestalteten Fassaden, belebt durch einige expressionistische Elemente wie Erker über dreieckigem Grundriss und durchgehende, fensterbegleitende Profile, Flur- und Treppenhausausstattungen, baugeschichtlich und stadtentwicklungsgeschichtlich bedeutend. | 09217177 |
|                                         | Wohnhaus in halboffener Bebauung | Alfred-Schrapel-Straße 7 (Karte)                               | um 1930 (Wohnhaus)                                                   | charakteristisches Wohngebäude der zwanziger bzw. dreißiger Jahre mit expressionistischen Motiven wie Erkern über dreieckigem Grundriss, fensterbegleitenden Profilen usw., baugeschichtlich und stadtentwicklungsgeschichtlich von Belang sowie durch Ensemblewirkung mit benachbarter Bebauung städtebaulich von Bedeutung. | 09217064 |
|                                         | Wohnhaus in geschlossener Bebauung | Alfred-Schrapel-Straße 9 (Karte)                               | um 1930 (Wohnhaus)                                                   | charakteristisches Wohngebäude der zwanziger bzw. dreißiger Jahre mit expressionistischen Motiven wie Erkern über dreieckigem Grundriss, fensterbegleitenden Profilen usw., baugeschichtlich und stadtentwicklungsgeschichtlich von Belang sowie durch Ensemblewirkung mit benachbarter Bebauung städtebaulich von Bedeutung. | 09217065 |
|                                         | Wohnhaus in halboffener Bebauung | Alfred-Schrapel-Straße 12 (Karte)                              | 1930/1936 (Wohnhaus)                                                 | charakteristisches Wohngebäude der zwanziger bzw. dreißiger Jahre mit expressionistischen Motiven wie Erkern über dreieckigem Grundriss, fensterbegleitenden Profilen usw. sowie traditionellen Elementen, insbesondere dem genuteten Erdgeschoss und den Sprossenfenstern, baugeschichtlich und stadtentwicklungsgeschichtlich von Belang sowie durch Ensemblewirkung mit benachbarter Bebauung städtebaulich von Bedeutung. | 09217066 |
|                                         | Verwaltungs- oder Fabrikgebäude | Arnoldstraße 16 (Karte)                                        | um 1900 (Verwaltungsgebäude)                                         | markanter Bau der Jahrhundertwende mit Klinker-Werkstein-Fassade, dabei das Erdgeschoss mittels Rustika hervorgehoben, als Zeugnis der Architektur um 1900 baugeschichtlich von Bedeutung. | 09217083 |
|                                         | Mietshaus in geschlossener Bebauung | Arnoldstraße 29 (Karte)                                        | um 1910 (Mietshaus)                                                  | charakteristisches Wohngebäude des späten Jugendstils mit geschwungenem Giebel, vertikaler Fassadengliederung mit zumeist stilisierten bzw. geometrischen Schmuckelementen, als anschauliches Beispiel der Architektur nach 1900 von baugeschichtlichem Wert, zudem stadtentwicklungsgeschichtlich von Bedeutung. | 09217084 |
|                                         | Mietshaus in geschlossener Bebauung | Arnoldstraße 31 (Karte)                                        | um 1910 (Mietshaus)                                                  | weitgehend ursprünglich erhaltenes Wohngebäude aus dem Anfang des 20. Jahrhunderts, anschauliches Beispiel der Architektur nach 1900 von baugeschichtlichem Wert, zudem von stadtentwicklungsgeschichtlicher Bedeutung. | 09217085 |
| Weitere Bilder                          | Trinitatiskirche | Blasewitzer Straße 5 (Karte)                                   | Ende 19. Jh. (Platz), 1891–1894 (Ruine)                              | Platzanlage mit Kirche; begrenzt durch Trinitatisfriedhof, Gemeindezentrum und Gerokstraße, städtebaulich und stadtentwicklungsgeschichtlich bedeutend. | 09217293 |
|                                         | Mietvilla einschließlich Einfriedung | Blasewitzer Straße 9 (Karte)                                   | um 1885 (Mietvilla)                                                  | historisierende Fassade (weitgehend klassizistische Formen) mit durch Portikus und Balkone hervorgehobener Mittelachse, Bau zudem belebt durch Fensterverdachungen und Fensterspiegel, charakteristischer Bau der 1880er Jahre, reiche Flurausstattung und Treppenhausausstattung (restauriert), baugeschichtlich und stadtentwicklungsgeschichtlich sowie künstlerisch wertvoll. | 09217087 |
|                                         | Wohnhaus in halboffener Bebauung | Blumenstraße 61 (Karte)                                        | um 1915 (Wohnhaus)                                                   | symmetrische, schlichte Putzfassade mit Sandsteingliederungen, Bauschmuck beschränkt auf Giebelfeld über Eingang, durch starke Ziergesimse und Fensterverdachungen im 2. Obergeschoss strukturiert, Beispiel für versachlichte, historisierende Architektur (neoklassizistisch) im 1. Viertel des 20. Jahrhunderts, baugeschichtlich und stadtentwicklungsgeschichtlich bedeutend. | 09217089 |
|                                         | Chemische Fabrik (ehem.) | Blumenstraße 70 (Karte)                                        | vor 1867 (Fabrikantenvilla)                                          | Fabrikantenvilla mit Einfriedung; repräsentativer gotisierender Bau mit erhöhtem Mittelteil, baugeschichtlich und stadtentwicklungsgeschichtlich bedeutend, als einer der ältesten Wohnbauten von Johannstadt zudem singulär. | 09217090 |
|                                         | Mietshaus in geschlossener Bebauung | Blumenstraße 73 (Karte)                                        | um 1908 (Mietshaus)                                                  | symmetrische Putz-Sandstein-Fassade (fünfachsig), schlichte Fassadengestaltung, Akzente durch zwei Balkonachsen mit übergiebelten Gaupen, überdachter Eingang, sachliche Schmuckgestaltung an Balkonkonsolen und -gittern, charakteristischer Bau der Zeit um 1908, baugeschichtlich und stadtentwicklungsgeschichtlich bedeutend. | 09217091 |
|                                         | Mietshaus in geschlossener Bebauung | Blumenstraße 75 (Karte)                                        | um 1908 (Mietshaus)                                                  | Beispiel der versachlichten Architektur nach 1900, schlichter, kaum plastisch-ornamental geschmückter Bau mit Putz-Sandstein-Fassade, Akzente durch Halbrunderker und Balkonachse, gestaltete Fensterumrahmungen, baugeschichtlich und stadtentwicklungsgeschichtlich bedeutend. | 09217092 |
|                                         | Doppelhaus in Ecklage und in geschlossener Bebauung | Blumenstraße 75b (Karte)                                       | um 1930 (Doppelwohnhaus)                                             | charakteristisches Gebäude um 1930, expressionistische Motive finden sich am Eckvorbau mit integrierten Balkons, in den Fensterbekrönungen und -spiegeln sowie am Eingang, anschauliches Beispiel für Architektur der zwanziger bzw. dreißiger Jahre, baugeschichtlich und stadtentwicklungsgeschichtlich von Bedeutung. | 09217093 |
|                                         | Chemische Fabrik (ehem.) | Blumenstraße 80 (Karte)                                        | vor 1867 (Fabrikantenvilla), um 1928 (Nebengebäude)                  | Fabrikantenvilla mit Nebengebäude und Einfriedung; markantes zweigeschossiges Gebäude mit Putzfassade und Sandsteingewänden, Mittelachse durch weibliche Nischenfigur im Obergeschoss hervorgehoben, Fassade durch Sandsteinumrandung der baulichen Öffnungen gestaltet, baugeschichtlich und stadtentwicklungsgeschichtlich bedeutend sowie als eines der ältesten Wohngebäude von Johannstadt singulär. | 09217094 |
|                                         | Wohnhaus in geschlossener Bebauung | Blumenstraße 84; 86; 88 (Karte)                                | um 1928 (Wohnhaus)                                                   | Mehrfamilienhaus mit drei Eingängen und Tordurchfahrt, typisches und zugleich unverwechselbares Beispiel der Architektur des Wohnungsbaus in den 1920er Jahren, schlichte Putzfassaden, einzig durch risalitartige Vorsprünge an oberen Stockwerken aufgelockert, baugeschichtlich und stadtentwicklungsgeschichtlich bedeutend. | 09217095 |
|                                         | Mietshaus in Ecklage und geschlossener Bebauung | Blumenstraße 90 (Karte)                                        | bezeichnet 1909 (Mietshaus)                                          | straßenbildprägender Bau mit markantem Eckerker, Giebeln und Loggien, ornamentaler Bauschmuck an Erker und Giebeln, als schlichter Putzbau typisch für die Architektur um 1910, baugeschichtlich und stadtentwicklungsgeschichtlich sowie städtebaulich bedeutend. | 09217096 |
|                                         | Wohnanlage über U-förmigem Grundriss mit sieben Häusern | Blumenstraße 91 (Karte)                                        | 1936–1937 (Mehrfamilienwohnhaus)                                     | an Blumenstraße, Hertelstraße und Käthe-Kollwitz-Ufer gelegen, traditionell gestaltete Bauten mit Putzfassaden und Walmdächern, aufgelockert durch Loggien und hervorgehobene Eingangsbereiche, bildet mit den gegenüberliegenden Bauten Käthe-Kollwitz-Ufer 34–42 ein städtebaulich geschlossenes Ensemble, das von einem Bauherren beauftragt und den gleichen Architekten konzipiert wurde, Beteiligung von Franz Hoffmann (Bürogemeinschaft Max Taut und Hoffmann), vor allem baugeschichtlich und stadtentwicklungsgeschichtlich bedeutend. | 09210008 |
|                                         | Mietshaus in Ecklage und geschlossener Bebauung | Blumenstraße 92 (Karte)                                        | um 1909 (Mietshaus)                                                  | mit Ladeneinbau, Akzente durch übergiebelte rechteckige Erker, Balkonachsen, halbrunden Eckabschluss, schlichte Putz-Sandstein-Fassade, Verzierungen nur an Giebeln und Erdgeschossfenstern, zudem dekorative Balkonkonsolen, Beispiel für Versachlichung am Bau nach 1900, baugeschichtlich und stadtentwicklungsgeschichtlich von Bedeutung. | 09217097 |
|                                         | Mietshaus in geschlossener Bebauung | Blumenstraße 94 (Karte)                                        | um 1908 (Mietshaus)                                                  | repräsentatives Gebäude mit Sandsteinfassade, asymmetrisch angeordneter Risalit mit Giebel und Erker baubestimmend, daneben Balkonachse, schlichter Bauschmuck in geometrischen Jugendstilformen, charakteristisches Beispiel für die versachlichte Architektur nach 1900, baugeschichtlich und stadtentwicklungsgeschichtlich von Bedeutung. | 09217098 |
|                                         | Mietshaus in geschlossener Bebauung | Blumenstraße 96 (Karte)                                        | um 1908 (Mietshaus)                                                  | repräsentatives Gebäude mit Sandsteinfassade, Mittelrisalit baubestimmend, weiter Akzent durch breiten Balkon im ersten Obergeschoss, schlichter Bauschmuck in geometrischen Jugendstilformen, charakteristisches Beispiel für versachlichte Architektur nach 1900, baugeschichtlich und stadtentwicklungsgeschichtlich von Bedeutung. | 09217099 |
|                                         | Mietshaus in geschlossener Bebauung | Blumenstraße 98 (Karte)                                        | um 1908 (Mietshaus)                                                  | repräsentatives Gebäude mit symmetrischer Sandsteinfassade, aufgelockert durch Balkone und Pilaster zwischen den Fensterachsen, schlichter Bauschmuck in geometrischen Jugendstilformen, Ausmalung im Flur, charakteristisches Beispiel für versachlichte Architektur nach 1900, baugeschichtlich und stadtentwicklungsgeschichtlich sowie künstlerisch bedeutend. | 09217100 |
|                                         | Mietshaus in geschlossener Bebauung | Blumenstraße 100 (Karte)                                       | um 1907 (Mietshaus)                                                  | repräsentatives Gebäude mit Sandsteinfassade, erhöhter und bedachter Risalit baubestimmend, weitere Akzente durch Balkonachsen sowie rustiziertes Erdgeschoss, Bauschmuck in geometrischen Jugendstilformen, Flur- und Treppenhausausstattung, charakteristisches Beispiel für versachlichte Architektur nach 1900, baugeschichtlich und stadtentwicklungsgeschichtlich sowie künstlerisch bedeutend. | 09217101 |
|                                         | Mietshaus in geschlossener Bebauung | Blumenstraße 102 (Karte)                                       | um 1907 (Mietshaus)                                                  | repräsentatives Gebäude mit Sandsteinfassade, herausgehobenen Balkonen, Erker und asymmetrisch versetztem Giebel, weiterer Akzent durch rustiziertes Erdgeschoss, geometrische Jugendstilornamentik, Flur- und Treppenhausausstattung, charakteristisches Beispiel der versachlichten Architektur nach 1900, baugeschichtlich und stadtentwicklungsgeschichtlich sowie künstlerisch bedeutend. | 09217102 |
|                                         | Mietshaus in geschlossener Bebauung | Blumenstraße 104 (Karte)                                       | 1907 (Mietshaus)                                                     | repräsentatives Gebäude mit symmetrischer Putz-Sandstein-Fassade, Baukörper durch leicht vorgezogene, übergiebelte Mittelachse betont, weiterer Akzent durch Pilastergliederung, reiche Jugendstilornamentik mit Anklängen an Wiener Sezession, bildet mit Blumenstraße 106 gestalterische Einheit, anschauliches Beispiel für stilisierte Jugendstilarchitektur zwischen 1905 und 1910, baugeschichtlich, künstlerisch und stadtentwicklungsgeschichtlich bedeutend. | 09217103 |
|                                         | Mietshaus in geschlossener Bebauung | Blumenstraße 106 (Karte)                                       | 1907 (Mietshaus)                                                     | repräsentatives Gebäude mit asymmetrischer Sandstein-Fassade, Baukörper durch hohen, übergiebelten Seitenrisalit betont, weitere Akzente durch Erker und Balkone, reiche Jugendstilornamentik mit Anklängen an Wiener Sezession, bildet mit Blumenstraße 104 gestalterische Einheit, Flur- und Treppenhausausstattung, anschauliches Beispiel für stilisierte Jugendstilarchitektur zwischen 1905 und 1910, baugeschichtlich, künstlerisch und stadtentwicklungsgeschichtlich bedeutend. | 09217104 |
|                                         | Mietshaus in geschlossener Bebauung | Bönischplatz 11 (Karte)                                        | bezeichnet 1906 (Mietshaus)                                          | mit Ladeneinbauten, repräsentativer, versachlichter Bau der Architektur nach 1900, die schlichte, asymmetrische Putz-Sandstein-Fassade ist durch halbrunden Erker über drei Geschosse belebt, zudem werden durch geschwungene Fensterbekrönungen gestalterische Akzente gesetzt, baugeschichtlich, künstlerisch und stadtentwicklungsgeschichtlich bedeutend. | 09217105 |
|                                         | Mietshaus in geschlossener Bebauung | Bönischplatz 13 (Karte)                                        | 1915–1916 (Mietshaus)                                                | mit Ladeneinbauten, repräsentativer, versachlichter Bau der Architektur um 1910 mit neoklassizistischen und Jugendstilelementen, besondere Akzente durch bauliche Abstufung der symmetrischen Putz-Sandstein-Fassade und Blendarkaturen, figuraler und ornamentaler Bauschmuck, baugeschichtlich, künstlerisch und stadtentwicklungsgeschichtlich bedeutend. | 09217106 |
|                                         | Mietshaus in geschlossener Bebauung | Bönischplatz 15 (Karte)                                        | um 1900 (Mietshaus)                                                  | späthistoristischer Bau mit symmetrischer Klinker-Sandstein-Fassade, Akzente durch zwei Balkonachsen und Eingangsachse, kräftig hervortretender Bauschmuck, Erdgeschoss rustiziert, Flur- und Treppenhausausstattung, baugeschichtlich, künstlerisch und stadtentwicklungsgeschichtlich bedeutend. | 09217107 |
|                                         | Mietshaus in Ecklage und in geschlossener Bebauung | Bönischplatz 17 (Karte)                                        | nach 1900 (Mietshaus)                                                | mit Ladeneinbauten, markantes Gebäude mit Sandsteinfassaden, dominiert von Eckerker und Balkonachsen, zum Bönischplatz Zierfachwerk, weitere Belebung durch zumeist ornamentale Jugendstilornamentik, Flur- und Treppenhausausstattung, Beispiel für versachlichte Architektur mit Heimat- und Jugendstilelementen nach 1900, baugeschichtlich, künstlerisch und stadtentwicklungsgeschichtlich bedeutend. | 09217108 |
|                                         | Mietshaus in geschlossener Bebauung | Bundschuhstraße 1 (Karte)                                      | um 1903 (Mietshaus)                                                  | typischer Bau der Zeit um 1900 mit historisierender Putz-Sandstein-Fassade, die durch Balkone und Schlusssteine belebt wird, Flur- und Treppenhausausstattung, baugeschichtlich, künstlerisch und stadtentwicklungsgeschichtlich bedeutend. | 09217118 |
|                                         | Mietshaus in geschlossener Bebauung | Bundschuhstraße 3 (Karte)                                      | 1903 (Mietshaus)                                                     | symmetrische historisierende Putz-Sandstein-Fassade, gestalterische Akzente durch Sandsteinverkleidung im Erdgeschoss und Balkone, Jugendstiltür, im Innern finden sich Teile originaler Flur- und Treppenhausausstattung, baugeschichtlich und stadtentwicklungsgeschichtlich bedeutend. | 09217120 |
| Weitere Bilder                          | Mietshaus in geschlossener Bebauung | Bundschuhstraße 5 (Karte)                                      | 1903 (Mietshaus)                                                     | repräsentatives Jugendstilgebäude mit aufwendig gestalteter Fassade, besondere Akzente durch Baum-Motiv um Eingangstür, geschwungene Balkongitter und weiteren figuralen Schmuck im Traufbereich, innen aufwendige Flur- und Treppenhausausstattung mit Wandbrunnen, Stuckdekor usw., baugeschichtlich, künstlerisch und stadtentwicklungsgeschichtlich von Bedeutung, zudem in dieser Form singulär. | 09217119 |
| Weitere Bilder                          | Mietshaus in geschlossener Bebauung | Bundschuhstraße 7 (Karte)                                      | 1903 (Mietshaus)                                                     | Putz-Sandstein-Fassade mit Jugendstilornamentik, besonders reich im 3. Obergeschoss, weitere Akzente durch zwei übergiebelte Balkonachsen, Flur- und Treppenhausausstattung mit Stuckdekor und Ausmalung (Malerei), baugeschichtlich, künstlerisch und stadtentwicklungsgeschichtlich bedeutend. | 09217121 |
|                                         | Mietshaus in Ecklage und in geschlossener Bebauung | Burckhardtstraße 1 (Karte)                                     | um 1895 (Mietshaus)                                                  | typischer später Historismusbau mit Klinker-Sandstein-Fassade, besonderer Akzent durch Eckrisalit mit zwei Ziergiebeln, Balkonachse und Pilastergliederung, originale Haustür, Erdgeschoss mit Sandsteinplatten verkleidet, vereinfachte Schmuckornamentik wie Muschelmotive, Konsolen, Schlusssteine u. a., baugeschichtlich und stadtentwicklungsgeschichtlich bedeutend. | 09217122 |
|                                         | Mietshaus in geschlossener Bebauung | Burckhardtstraße 2 (Karte)                                     | um 1895 (Mietshaus)                                                  | typischer später Historismusbau mit symmetrischer Klinker-Sandstein-Fassade, akzentuiert durch Außenrisalite mit aufwendigen Fensterbedachungen, weitere Betonung der Mittelachse, vereinzelte Schmuckornamentik wie Muschelmotive, Kartuschen in Laubwerk u. a., baugeschichtlich und stadtentwicklungsgeschichtlich bedeutend. | 09217123 |
|                                         | Mietshaus in geschlossener Bebauung | Burckhardtstraße 3 (Karte)                                     | um 1900 (Mietshaus)                                                  | typischer später Historismusbau mit symmetrischer Klinker-Sandstein-Fassade, akzentuiert durch Außenrisalite mit aufwendigen Fensterbekrönungen und Dacherkern, weitere Betonung der Mittelachse, Erdgeschoss mit Sandstein verkleidet, vereinfachter Bauschmuck wie Muschelmotive, Konsolen u. a., Flur- und Treppenhausausstattung, baugeschichtlich und stadtentwicklungsgeschichtlich bedeutend. | 09217124 |
|                                         | Mietshaus in geschlossener Bebauung | Burckhardtstraße 4 (Karte)                                     | um 1895 (Mietshaus)                                                  | typischer später Historismusbau mit Klinker-Sandstein-Fassade, schlichter Bauschmuck, Erdgeschoss mit Putznutung, baugeschichtlich und stadtentwicklungsgeschichtlich bedeutend. | 09217125 |
|                                         | Mietshaus in geschlossener Bebauung | Burckhardtstraße 5 (Karte)                                     | um 1905 (Mietshaus)                                                  | versachlichter und zugleich repräsentativer Bau nach 1900, mit Jugendstilelementen, Akzent durch Balkonachsen, weitere Betonung der Mittelachse, auffällig das mit Sandstein verkleidete Erdgeschoss und die Fenstereinfassungen im 3. Obergeschoss, Flur- und Treppenhausausstattung, baugeschichtlich und stadtentwicklungsgeschichtlich bedeutend. | 09217126 |
|                                         | Mietshaus in geschlossener Bebauung | Burckhardtstraße 6 (Karte)                                     | um 1895 (Mietshaus)                                                  | typischer später Historismusbau mit Klinker-Sandstein-Fassade, gestalterische Akzente durch Balkone an Außenachsen, Erdgeschoss mit Putznutung, baugeschichtlich und stadtentwicklungsgeschichtlich bedeutend. | 09217127 |
|                                         | Mietshaus in geschlossener Bebauung | Burckhardtstraße 7 (Karte)                                     | um 1905 (Mietshaus)                                                  | versachlichter und zugleich repräsentativer Bau nach 1900, mit Jugendstilelementen, Akzent durch Balkonachsen, weitere Betonung der Mittelachse, auffällig das mit Sandstein verkleidete Erdgeschoss und die Fenstereinfassungen im 3. Obergeschoß, Flur- und Treppenhausausstattung, baugeschichtlich und stadtentwicklungsgeschichtlich bedeutend. | 09217128 |
|                                         | Mietshaus in geschlossener Bebauung | Burckhardtstraße 8 (Karte)                                     | um 1895 (Mietshaus)                                                  | repräsentativer Bau mit aufwendiger Klinker-Sandstein-Fassade, besondere Akzente durch Außenrisalite mit Balkonen, weitere Betonung der Mittelachse, Erdgeschoss genutet, Putzquaderung, teilweise aufwendige Schmuckornamentik, baugeschichtlich, künstlerisch und stadtentwicklungsgeschichtlich bedeutend. | 09217129 |
|                                         | Mietshaus in geschlossener Bebauung | Burckhardtstraße 9 (Karte)                                     | um 1905 (Mietshaus)                                                  | versachlichter Bau nach 1900 mit Jugendstilelementen, Putz-Sandstein-Fassade, Akzente durch Erkerachsen mit geschwungenen Giebeln, baugeschichtlich und stadtentwicklungsgeschichtlich bedeutend. | 09217130 |
|                                         | Mietshaus in geschlossener Bebauung | Burckhardtstraße 10 (Karte)                                    | um 1895 (Mietshaus)                                                  | repräsentativer Bau mit aufwendiger historistischer Klinker-Sandstein-Fassade, besondere Akzente durch Außenrisalite mit Balkonen, teilweise aufwendige Schmuckornamentik wie Muschelmotive, Dreiecksgiebel usw., Erdgeschoss genutet, Flur- und Treppenhausausstattung, baugeschichtlich, künstlerisch und städtebaulich bedeutend. | 09217131 |
|                                         | Mietshaus in geschlossener Bebauung | Burckhardtstraße 11 (Karte)                                    | um 1900 (Mietshaus)                                                  | späthistoristische Klinker-Sandsteinfassade, Außenachsen durch leichten Risalitvorsprung und Dreiecksgiebel mit porträtplastischer Darstellung im ersten Obergeschoss hervorgehoben, weitere Betonung der Mittelachse, Erdgeschoss mit Sandstein verkleidet, Flur- und Treppenhausausstattung, baugeschichtlich und stadtentwicklungsgeschichtlich bedeutend. | 09217132 |
|                                         | Mietshaus in geschlossener Bebauung | Burckhardtstraße 12 (Karte)                                    | um 1895 (Mietshaus)                                                  | repräsentatives Gebäude mit aufwendiger historistischer Klinker-Sandstein-Fassade, Seitenrisalite mit Balkonen baubestimmend, aufwendige plastische Ornamentik vor allem im zweiten Obergeschoss, Erdgeschoss mit Sandsteinplatten verkleidet, Flur- und Treppenhausausstattung, baugeschichtlich und stadtentwicklungsgeschichtlich sowie künstlerisch bedeutend. | 09217133 |
|                                         | »Cigarettenfabrik Tuma« (ehem.) | Fetscherstraße 72 (Karte)                                      | 1899–1900 (Tabakfabrik)                                              | Ehemalige Zigarettenfabrik mit Nebengebäude und Einfriedung; Fabrik- und Verwaltungsgebäude, heute Niederlassung von verschiedenen Firmen (Gewerbegebäude), markanter Eckbau mit Klinkerfassade, Dach und Dachgeschoss verschiefert, historisierender Zweckbau der Jahrhundertwende mit sparsamer, aber qualitätvoller Ornamentik, das rückwärtige Nebengebäude ebenfalls mit Klinkergestaltung, baugeschichtlich und stadtentwicklungsgeschichtlich bedeutend. | 09217234 |
| Direkt Bild zu diesem Denkmal hochladen | Sachgesamtheit Stadtkrankenhaus Johannstadt; Medizinische Akademie; Universitätsklinikum Carl Gustav Carus | Fetscherstraße 74 (Karte)                                      | 1898–1901 (Krankenhausanlage)                                        | Sachgesamtheit Stadtkrankenhaus Johannstadt mit folgenden Einzeldenkmalen: Häuser 1, 2, 3, 4, 5, 6, 7, 8, 9, 10, 11, 12, 13, 14, 15, 16, 17, 18, 22 und 24 des heutigen Universitätsklinikums sowie Torbauten und Einfriedungsmauern (Einzeldenkmale ID-Nr. 09217235), Grünanlage und Freiräume zwischen den Gebäuden sowie die nördlich und östlich angrenzenden Alleen (Gartendenkmal); Anlage baugeschichtlich, stadtentwicklungsgeschichtlich und ortsgeschichtlich von Bedeutung. | 09304695 |
| Weitere Bilder                          | Stadtkrankenhaus Johannstadt; Medizinische Akademie/Universitätsklinikum Carl Gustav Carus: Häuser 1 bis 14, 15, 16, 17, 18, 22 und 24 des heutigen Universitätsklinikums (Einzeldenkmale zu ID-Nr. 09304695)                          | Fetscherstraße 74 (Karte)                                      | 1898–1901 (Krankenhausbestandteil)                                   | Einzeldenkmale der Sachgesamtheit Stadtkrankenhaus Johannstadt: Häuser 1, 2, 3, 4, 5, 6, 7, 8, 9, 10, 11, 12, 13, 14 (einschl. Kesselhaus und Schornstein), 15, 16, 17, 18, 22 und 24 des heutigen Universitätsklinikums sowie Torbauten und Einfriedungsmauern; nach 1933 Teil des Rudolf-Heß-Krankenhauses, spätestens seit 1954 der Medizinischen Akademie Carl Gustav Carus, bemerkenswerte Anlage der Jahrhundertwende zwischen Historismus und Jugendstil, 1945 teilweise kriegsbeschädigt, danach Wiederaufbau, baugeschichtlich und stadtentwicklungsgeschichtlich, künstlerisch, städtebaulich sowie ortsgeschichtlich von Bedeutung. Die späteren Erweiterungsbauten der Weimarer Republik und der DDR sowie das integrierte ehem. König-Georg-Gymnasium sind nicht Teile der Sachgesamtheit, siehe Fetscherstraße 74 (ID-Nr. 09304683, 09304685 und 09304686), Fiedlerstraße 25 und 27, Pfotenhauerstraße 90 und Schubertstraße 15. | 09217235 |
|                                         | Chirurgie/Chirurgische Klinik; Medizinische Akademie/Universitätsklinikum Carl Gustav Carus | Fetscherstraße 74 (Karte)                                      | 1952–1955 (Klinik)                                                   | Krankenhausgebäude; Haus 19 des Universitätsklinikums, markanter Bau im Stil der Nationalen Bautraditionen der 1950er Jahre, repräsentativ, baugeschichtlich und ortsgeschichtlich von Bedeutung. | 09304686 |
| Weitere Bilder                          | Psychiatrie; Medizinische Akademie/Universitätsklinikum Carl Gustav Carus | Fetscherstraße 74 (Karte)                                      | um 1930 (Klinik)                                                     | Krankenhausgebäude; Haus 25 des Universitätsklinikums, Gebäude im Bauhausstil, baugeschichtlich und ortsgeschichtlich bedeutend. | 09304683 |
| Direkt Bild zu diesem Denkmal hochladen | Klinik für Augenheilkunde; Medizinische Akademie/Universitätsklinikum Carl Gustav Carus | Fetscherstraße 74 (Karte)                                      | um 1925 (Klinik)                                                     | Krankenhausgebäude mit Einfriedung; Haus 33 des Universitätsklinikums, im Stil der Neuen Sachlichkeit errichtet, gehörte nach Fertigstellung zur Frauenklinik, baugeschichtlich und ortsgeschichtlich von Bedeutung. | 09304685 |
| Weitere Bilder                          | Bürgerheim; heute Seniorenheim Clara Zetkin | Fetscherstraße 111 (Karte)                                     | 1894 (Altenheim), 1924–1925 (Altenheim)                              | Altenheim; Gebäudekomplex zwischen Neubert-, Pfotenhauer- und Fetscherstraße aus den erhaltenen Seitenflügeln und dem Heizhaus des Bürgerheims von 1894 sowie den beiden Erweiterungsbauten, Arkadengang und Gartengestaltung von 1924–1925, die älteren Teile mit historisierenden Klinker-Sandstein-Fassaden, die Erweiterungsbauten mit expressionistischen Klinkerfronten und bündig eingefügten Sprossenfenstern, auch im Innern noch Gestaltung der Entstehungszeit, baugeschichtlich, ortsgeschichtlich und stadtentwicklungsgeschichtlich sowie künstlerisch bedeutend, die Bauten aus den zwanziger Jahren neben dem Stadthaus Altstadt und dem Fritz-Foerster-Bau Martin Dülfers auf dem TU-Gelände wohl die bemerkenswertesten Beispiele des Expressionismus in Dresden, demzufolge auch singulär. | 09217262 |
| Weitere Bilder                          | Sachgesamtheit Trinitatisfriedhof | Fiedlerstraße 1; 1a (Karte)                                    | 1815–1816 (Friedhof), 1872 (Friedhof)                                | Sachgesamtheit Trinitatisfriedhof in seiner gewachsenen funktionellen und gestalterischen Einheit mit folgenden Einzeldenkmalen: zwei spiegelgleich gestalteten Verwaltungsgebäuden, wohl einstigen Totengräberhäusern, am Haupteingang, Aufbewahrungshalle (Aufbahrungshalle?) und Feierhalle, zur Entstehungszeit Leichenhaus und Unterkunftshaus, am westlichen Eingang, denkmalwerten Grabstätten, Denkmal der Opfer des Dresdner Maiaufstandes 1849 (Obelisk im Grabfeld III P), Mauern zwischen den Grabfeldern und Einfriedungsmauern einschließlich (drei?) Toranlagen mit Toren (Einzeldenkmale ID-Nr. 09217236) sowie Friedhofsgestaltung (Gartendenkmal); Gestaltung mit gliederndem Wegesystem, rondellförmigem Andachtsplatz, struktur- und raumbildender Alleenbepflanzung, eine der ältesten und bedeutendsten Grabstätten von Dresden mit architektonisch wertvollen Bauten sowie einer Vielzahl bemerkenswerter Grabstätten, architektonisch, künstlerisch, personengeschichtlich, landesgeschichtlich und ortsgeschichtlich von Bedeutung. | 09304148 |
| Weitere Bilder                          | Trinitatisfriedhof: zwei Verwaltungsgebäude, wohl einstige Totengräberhäuser, am Haupteingang, Aufbahrungshalle und Feierhalle, denkmalwerte Grabstätten, Denkmal der Opfer des Maiaufstandes 1849 (Einzeldenkmale zu ID-Nr. 09304148) | Fiedlerstraße 1; 1a (Karte)                                    | 1843 (Feierhalle), 1843 (Aufbahrungshalle), 1815–1816 (Haupteingang) | Einzeldenkmale der o. g. Sachgesamtheit: zwei spiegelgleich gestaltete Verwaltungsgebäude, wohl einstige Totengräberhäuser, am Haupteingang, Aufbahrungshalle und Feierhalle, zur Entstehungszeit Leichenhaus und Unterkunftshaus, am westlichen Eingang, denkmalwerte Grabstätten, Denkmal der Opfer des Maiaufstandes 1849 (Obelisk im Grabfeld III P), Mauern zwischen den Grabfeldern sowie Einfriedungsmauern einschließlich (drei?) Toranlagen mit Toren; eine der ältesten und bedeutendsten Grabstätten von Dresden mit architektonisch wertvollen Bauten sowie einer Vielzahl bemerkenswerter Grabstätten, architektonisch, künstlerisch, personengeschichtlich, landesgeschichtlich und ortsgeschichtlich von Bedeutung. | 09217236 |
| Weitere Bilder                          | Sachgesamtheit Neuer Jüdischer Friedhof | Fiedlerstraße 3 (Karte)                                        | 1867 (Friedhof)                                                      | Friedhof in seiner gewachsenen funktionellen und gestalterischen Einheit mit folgenden Einzeldenkmalen: Trauerhalle bzw. Feierhalle, denkmalwerten Grabstätten, Kriegerdenkmal für die Gefallenen des Ersten Weltkrieges, Urnengrab für ermordete Dresdner Juden und Thoragrab (im Alten Teil), Gedenkstätte für die Opfer der Shoa (im Neuen Teil), Einfriedungsmauern einschließlich Toranlage und Toren (Einzeldenkmale ID-Nr. 09217238) und Kastanienallee entlang des Hauptweges (Gartendenkmal) sowie Friedhofsgestaltung als Sachgesamtheitsteil; Anlage künstlerisch, personengeschichtlich, landesgeschichtlich, ortsgeschichtlich und sepulkralgeschichtlich von Bedeutung. | 09304698 |
| Weitere Bilder                          | Neuer Jüdischer Friedhof: Trauerhalle bzw. Feierhalle, denkmalwerte Grabstätten, Kriegerdenkmal, Urnengrab für ermordete Dresdner Juden und Thoragrab, Gedenkstätte für die Opfer der Shoa (Einzeldenkmale zu ID-Nr. ID-Nr. 09304698)  | Fiedlerstraße 3 (Karte)                                        | 1866 (Feierhalle), 1949–1950 (Synagoge), 1915–1916 (Kriegerdenkmal)  | Einzeldenkmale der Sachgesamtheit Neuer Jüdischer Friedhof: Trauerhalle bzw. Feierhalle, 1950 bis 2001 als Synagoge genutzt, denkmalwerte Grabstätten, Kriegerdenkmal für die im Ersten Weltkrieg gefallenen Mitglieder der jüdischen Gemeinde, Urnengrab für ermordete Dresdner Juden und Thoragrab (im Alten Teil), Gedenkstätte für die Opfer der Shoa (im Neuen Teil) sowie Einfriedungsmauern einschließlich Toranlage und Toren; Trauerhalle als erste wieder aufgebaute Synagoge der DDR 1950 eingeweiht, in dieser Funktion bis 2001, Begräbnisstätte nach besonderen religiösen Vorschriften angelegt, Anlage künstlerisch, personengeschichtlich, landesgeschichtlich, ortsgeschichtlich und sepulkralgeschichtlich von Bedeutung. | 09217238 |
|                                         | König-Georg-Gymnasium; Stomatologie; Medizinische Akademie/Universitätsklinikum Carl Gustav Carus | Fiedlerstraße 25 (Karte)                                       | 1905–1907 (Schule)                                                   | Ehemaliges Schulgebäude; Haus 28 des Universitätsklinikums, nach wie vor charakteristischer, versachlichter Bau aus dem Anfang des 20. Jahrhunderts, vom bekannten Stadtbaurat Hans Erlwein, baugeschichtlich und ortsgeschichtlich bedeutend (siehe auch Fetscherstraße 74, Fiedlerstraße 27, Pfotenhauerstraße 90 und Schubertstraße 15). | 09218986 |
| Weitere Bilder                          | Rektorat; Dekanatsgebäude; Medizinische Akademie/Universitätsklinikum Carl Gustav Carus | Fiedlerstraße 27 (Karte)                                       | 1955–1956 (Dekanat)                                                  | Hochschulgebäude; Haus 40 des Universitätsklinikums, markanter, durch übergiebelten Mittelrisalit dominierter, klassizistisch anmutender Bau im Stil der Nationalen Bautraditionen der 1950er Jahre, baugeschichtlich und ortsgeschichtlich (siehe auch Fetscherstraße 74, Fiedlerstraße 25, 27 und Schubertstraße 15). | 09218985 |
|                                         | Einfriedung | Fiedlerstraße 33 (Karte)                                       | um 1895 (Einfriedung)                                                | aus den Materialien Sandstein und Gusseisen, aufwendiger Eingangsbereich, baugeschichtlich und künstlerisch bedeutend. | 09217155 |
|                                         | Mietvilla mit Einfriedung | Fiedlerstraße 54 (Karte)                                       | bezeichnet 1900 (Mietvilla)                                          | markanter Klinkerbau mit Sandsteingliederungen, im Stil der deutschen Neorenaissance, mit Jugendstilelementen, baugeschichtlich, künstlerisch und stadtentwicklungsgeschichtlich bedeutend. | 09217156 |
|                                         | Mietshaus in geschlossener Bebauung | Florian-Geyer-Straße 28 (Karte)                                | um 1905 (Mietshaus)                                                  | Mietshaus in geschlossener Bebauung; charakteristischer Bau nach 1900 mit versachlichter Fassadengestaltung und stilisierter bzw. geometrischer Jugendstilornamentik, besondere Akzente durch Loggien an Außenachsen, Dachaufbauten und rustiziertes Erdgeschoss, Flur- und Treppenhausausstattung, baugeschichtlich und stadtentwicklungsgeschichtlich bedeutend. | 09217157 |
|                                         | Mietshaus in geschlossener Bebauung | Florian-Geyer-Straße 30 (Karte)                                | um 1905 (Mietshaus)                                                  | charakteristischer Bau nach 1900, mit versachlichter Fassadengestaltung und stilisierter bzw. geometrischer Jugendstilornamentik, auffallender geschwungener Giebel über Mittelachsen, weiterer Akzent durch seitliche Loggien, baugeschichtlich und stadtentwicklungsgeschichtlich bedeutend. | 09217158 |
|                                         | Mietshaus in geschlossener Bebauung | Florian-Geyer-Straße 32 (Karte)                                | um 1905 (Mietshaus)                                                  | charakteristischer Bau nach 1900 mit versachlichter Fassadengestaltung und stilisierter bzw. geometrischer Jugendstilornamentik, besondere Akzente durch rustiziertes Erdgeschoss, Dachaufbauten und verzierte Fensterbekrönungen sowie -brüstungen im zweiten Obergeschoss, baugeschichtlich und stadtentwicklungsgeschichtlich bedeutend. | 09217159 |
|                                         | Mietshaus in geschlossener Bebauung | Florian-Geyer-Straße 34 (Karte)                                | um 1905 (Mietshaus)                                                  | charakteristischer Bau nach 1900 mit versachlichter Sandsteinfassade und Elementen des Jugendstils, Akzente durch Balkonachsen und Eingang, Flur- und Treppenhausausstattung, baugeschichtlich und stadtentwicklungsgeschichtlich bedeutend. | 09217160 |
|                                         | Litfaßsäule | Güntzplatz (Karte)                                             | um 1927 (Litfaßsäule)                                                | Werbeanlage aus Zylinder, abgetrepptem Aufsatz und Weltkugel, in expressionistischen Formen, als eines der letzten alten Exemplare in Dresden singulär, wohl die einzige vor 1945 entstandene Litfaßsäule, zudem künstlerisch wertvoll. | 09217168 |
| Weitere Bilder                          | Stadthaus Johannstadt; Sparkasse (heute) | Güntzplatz 5 (Karte)                                           | 1914 (Sparkasse)                                                     | Fassade und Dach eines einstigen städtischen Verwaltungsgebäudes; Bau heute als Sparkasse genutzt, straßenbildprägend, Putz-Sandstein-Fronten, Bogenmotive im Erdgeschoss, große giebelbekrönte Dachaufbauten und ein markanter Vorbau sind die wesentlichen Akzente, eines der bedeutendsten und damals innovativsten Gebäude Dresdens, wichtiges Werk von Stadtbaurat Erlwein, baugeschichtlich, künstlerisch, städtebaulich und stadtentwicklungsgeschichtlich bedeutend. | 09217166 |
|                                         | Mietshaus in geschlossener Bebauung | Gutenbergstraße 1 (Karte)                                      | um 1900 (Mietshaus)                                                  | charakteristischer Klinker-Sandstein-Bau mit späthistoristischer Fassade, Akzente durch unterschiedlich gestaltete Fenstereinfassungen und reich dekorierte Doppelgaupen auf Außenachsen, baugeschichtlich und stadtentwicklungsgeschichtlich bedeutend. | 09217172 |
|                                         | Mietshaus in geschlossener Bebauung | Gutenbergstraße 3 (Karte)                                      | um 1900 (Mietshaus)                                                  | traditioneller Geschossbau mit Jugendstilornamentik, Akzente durch Balkone und Fensterverdachungen, charakteristisches Beispiel für Architektur nach 1900, baugeschichtlich und stadtentwicklungsgeschichtlich bedeutend. | 09217173 |
|                                         | Doppelhaus in Ecklage und in geschlossener Bebauung | Heinrich-Beck-Straße 1 (Karte)                                 | um 1930 (Doppelwohnhaus)                                             | charakteristisches Gebäude um 1930, expressionistische Motive finden sich am Eckvorbau mit integrierten Balkons, in den Fensterbekrönungen und -spiegeln sowie am Eingang, anschauliches Beispiel für Architektur der zwanziger bzw. dreißiger Jahre, baugeschichtlich und stadtentwicklungsgeschichtlich von Bedeutung. | 09217093 |
|                                         | Wohnanlage mit fünf Häusern | Heinrich-Beck-Straße 2; 4; 6; 8 (Karte)                        | um 1930 (Mehrfamilienwohnhaus)                                       | charakteristische Bauten der zwanziger und frühen dreißiger Jahre mit schlichten, traditionell gestalteten Fassaden, belebt durch einige expressionistische Elemente wie Erker über dreieckigem Grundriss und durchgehende, fensterbegleitende Profile, Flur- und Treppenhausausstattungen, baugeschichtlich und stadtentwicklungsgeschichtlich bedeutend. | 09217177 |
|                                         | Mietshaus in geschlossener Bebauung | Hertelstraße 14 (Karte)                                        | um 1895 (Mietshaus)                                                  | charakteristischer Historismusbau der neunziger Jahre des 19. Jahrhunderts, Klinker-Sandstein-Fassade durch leicht vorgezogenen Mittelrisalit mit Schmuckelementen belebt, unterschiedliche Fensterabschlüsse, baugeschichtlich und stadtentwicklungsgeschichtlich bedeutend. | 09217183 |
|                                         | Mietshaus in geschlossener Bebauung | Hertelstraße 16 (Karte)                                        | um 1895 (Mietshaus)                                                  | mit Laden, charakteristischer Historismusbau mit Klinker-Sandstein-Fassade, Seitenachsen durch aufwendige Balkonanlagen akzentuiert, Mittelachse durch Fenstergiebel hervorgehoben, baugeschichtlich und stadtentwicklungsgeschichtlich bedeutend. | 09217184 |
|                                         | Mietshaus in geschlossener Bebauung | Hertelstraße 18 (Karte)                                        | 1895–1896 und bezeichnet 1896 (Mietshaus)                            | mit Laden, charakteristischer Gründerzeitbau mit historisierender Klinker-Sandstein-Fassade, innen bedeutendste Flurausmalung (Malerei) des ausgehenden 19. Jahrhunderts in Dresden, baugeschichtlich, künstlerisch und stadtentwicklungsgeschichtlich bedeutend sowie singulär. | 09217185 |
|                                         | Mietshaus in halboffener Bebauung | Hertelstraße 19 (Karte)                                        | um 1895 (Mietshaus)                                                  | charakteristischer Historismusbau um 1900 mit Klinker-Sandstein-Fassade, Erdgeschoss durch Putzmusterung hervorgehoben, Akzente mittels reliefartiger Ornamentik und Fensterbedachungen, baugeschichtlich und stadtentwicklungsgeschichtlich bedeutend. | 09217190 |
|                                         | Mietshaus in geschlossener Bebauung | Hertelstraße 20 (Karte)                                        | um 1895 (Mietshaus)                                                  | charakteristischer Historismusbau mit Klinker-Sandstein-Fassade, hervorgehobener Mittelrisalit, Fensterverdachungen, im Inneren reiche, originale Flur- und Treppenhausausstattung mit Stuckdekor und Malerei, baugeschichtlich und stadtentwicklungsgeschichtlich sowie künstlerisch bedeutend. | 09217186 |
|                                         | Mietshaus in geschlossener Bebauung | Hertelstraße 21 (Karte)                                        | um 1895 (Mietshaus)                                                  | charakteristischer Historismusbau mit Klinker-Sandstein-Fassade, Mittel- und Seitenachsen durch Fensterverdachungen akzentuiert, bemalter Fries unterhalb des Traufbereichs, im Flur Stuckdekor, Farbfassung neueren Datums, baugeschichtlich und stadtentwicklungsgeschichtlich bedeutend. | 09217191 |
|                                         | Mietshaus in geschlossener Bebauung | Hertelstraße 22 (Karte)                                        | um 1895 (Mietshaus)                                                  | charakteristisches Gebäude der Zeit vor 1900 mit historisierender Klinker-Sandstein-Fassade, wenig Bauschmuck, Akzente durch einige Fensterverdachungen und Spiegel im Brüstungsbereich, Reste der einstigen Innenausstattung, baugeschichtlich und stadtentwicklungsgeschichtlich bedeutend, Teil des markanten und geschlossenen Straßenzuges der Hertelstraße. | 09217187 |
|                                         | Mietshaus in geschlossener Bebauung | Hertelstraße 23 (Karte)                                        | um 1895 (Mietshaus)                                                  | charakteristischer Bau aus der Zeit um 1900 mit historisierender Klinker-Sandstein-Fassade, besondere Betonung der mittleren Achse und der Balkonachsen durch bauplastische Fensterumrahmungen, im Flur reiche Originalausstattung (restauriert), Wandmalereien und Stuckdekor, baugeschichtlich und stadtentwicklungsgeschichtlich sowie künstlerisch bedeutend. | 09217192 |
|                                         | Mietshaus in Ecklage und geschlossener Bebauung | Hertelstraße 24 (Karte)                                        | um 1895 (Mietshaus)                                                  | mit Ladeneinbau, charakteristisches historistisches Gebäude mit Klinker-Sandstein-Fassade, Akzente durch Turmaufbau, Balkone und Fensterverdachungen, innen Flurausstattung mit Deckenmalerei (Engelsmotiv), Stuckdekor und Fliesen, baugeschichtlich und stadtentwicklungsgeschichtlich sowie künstlerisch bedeutend. | 09217188 |
|                                         | Mietshaus in geschlossener Bebauung | Hertelstraße 25 (Karte)                                        | um 1895 (Mietshaus)                                                  | typischer Bau dieses Quartiers vor 1900 mit historisierender Klinker-Sandstein-Fassade, sparsamer Bauschmuck, Fensterbedachungen, besondere Akzente durch Balkonachse, innen noch die originale Flurausstattung mit Stuckdekor und Deckenmalerei, baugeschichtlich und stadtentwicklungsgeschichtlich sowie künstlerisch bedeutend. | 09217193 |
|                                         | Mietshaus in geschlossener Bebauung | Hertelstraße 26 (Karte)                                        | um 1900 (Mietshaus)                                                  | charakteristisches Gebäude der Zeit um 1900 mit historisierender Klinker-Sandstein-Fassade, eher schlichter Bau, Obergeschoss nach 1945 aufgesetzt, dezenter Bauschmuck, zum Beispiel Blendbalusterbrüstungen an Außenachsen, in Flur und Treppenhaus Ausmalungen (als Dekorationsmalerei), baugeschichtlich und stadtentwicklungsgeschichtlich bedeutend. | 09217189 |
|                                         | Mietshaus in geschlossener Bebauung | Hertelstraße 27 (Karte)                                        | um 1895 (Mietshaus)                                                  | typischer Bau um 1895 mit historisierender Klinker-Sandstein-Fassade, Akzente durch Betonung der mittleren Achsen (Verdachungen und Sohlbänke) sowie der Balkonachsen, Flurausstattung mit Stuckdekor und Deckenmalerei (derzeit unter Anstrich), baugeschichtlich und stadtentwicklungsgeschichtlich bedeutend. | 09217194 |
|                                         | Mietshaus in geschlossener Bebauung | Hertelstraße 29 (Karte)                                        | um 1895 (Mietshaus)                                                  | charakteristischer Historismusbau mit Klinker-Sandstein-Fassade, bauliche und gestalterische Akzente durch Balkonachsen und Fensterverdachungen, Fenstereinfassung ornamental gestaltet, original erhaltene Flur- und Treppenhausausstattung, baugeschichtlich und stadtentwicklungsgeschichtlich bedeutend. | 09217195 |
|                                         | Mietshaus in geschlossener Bebauung | Hertelstraße 31 (Karte)                                        | bezeichnet 1895 (Mietshaus)                                          | ausgesprochen repräsentativer Historismusbau im Stil der deutschen Renaissance, besondere Akzente durch überhöhten Volutengiebel, Portal, Erker und Risalit mit Balkonen, Fenster durch Stabwerk und Renaissancemotive geschmückt, reiche Flur- und Treppenhausausstattung mit Malerei und Stuckdekor, baugeschichtlich und stadtentwicklungsgeschichtlich sowie künstlerisch und städtebaulich (bildet in der Sichtachse der Burckhardtstraße unverwechselbare städtebauliche Situation) bedeutend. | 09217196 |
|                                         | Mietshaus in geschlossener Bebauung | Hertelstraße 33 (Karte)                                        | um 1900 (Mietshaus)                                                  | charakteristischer Historismusbau mit aufwendiger Klinker-Sandstein-Fassade, Akzente durch Balkonachsen, diverse Fensterabschlussformen, Bauschmuck, überaus reiche, originale Flurausstattung mit Malerei und Stuckdekor (restauriert), baugeschichtlich, künstlerisch und stadtentwicklungsgeschichtlich bedeutend, Flurausstattung in ihrer Form zudem singulär. | 09217197 |
|                                         | Mietshaus in geschlossener Bebauung | Hertelstraße 35 (Karte)                                        | um 1900 (Mietshaus)                                                  | typischer Historismusbau mit Klinker-Sandstein-Fassade, schlichter Bauschmuck, Akzent durch Balkonachse, anstelle eines Mansardgeschosses nach dem Zweiten Weltkrieg ein Vollgeschoss aufgesetzt, baugeschichtlich und stadtentwicklungsgeschichtlich bedeutend. | 09217198 |
|                                         | Mietshaus in geschlossener Bebauung | Hertelstraße 37 (Karte)                                        | bezeichnet 1905 (Mietshaus)                                          | typischer versachlichter Bau der Architektur nach 1900, im Flur original erhaltene Deckenbemalung, Wandmalerei in Flur und Treppenhaus freigelegt und retuschiert oder nachempfunden, baugeschichtlich, künstlerisch und stadtentwicklungsgeschichtlich bedeutend. | 09217199 |
|                                         | Wohnanlage über U-förmigem Grundriss mit sieben Häusern | Hertelstraße 39; 41; 43; 45; 47 (Karte)                        | 1936–1937 (Mehrfamilienwohnhaus)                                     | an Blumenstraße, Hertelstraße und Käthe-Kollwitz-Ufer gelegen, traditionell gestaltete Bauten mit Putzfassaden und Walmdächern, aufgelockert durch Loggien und hervorgehobene Eingangsbereiche, bildet mit den gegenüberliegenden Bauten Käthe-Kollwitz-Ufer 34–42 ein städtebaulich geschlossenes Ensemble, das von einem Bauherren beauftragt und den gleichen Architekten konzipiert wurde, Beteiligung von Franz Hoffmann (Bürogemeinschaft Max Taut und Hoffmann), vor allem baugeschichtlich und stadtentwicklungsgeschichtlich bedeutend. | 09210008 |
| Weitere Bilder                          | Weichbildstein mit Wappen und Nummerierung | Käthe-Kollwitz-Ufer (Karte)                                    | 1729 (Weichbildstein)                                                | Weichbildstein; ortsgeschichtlich bedeutend, als älteres Zeugnis der Stadtgeschichte zudem mit Seltenheitswert. | 09213791 |
| Weitere Bilder                          | Elbpromenade Käthe-Kollwitz-Ufer | Käthe-Kollwitz-Ufer (Karte)                                    | um 1876 (Promenade)                                                  | Hochuferbefestigungen und Promenade mit Allee und Baumreihe entlang des Käthe-Kollwitz-Ufers sowie des Terrassenufers; Befestigungen mit Stützmauern, Gewölben, Treppenaufgängen und Geländern, Promenade oberhalb des Hochufers sowie Eichenreihe unterhalb, baugeschichtlich, landschaftsgestalterisch und stadtentwicklungsgeschichtlich bedeutend. | 09217203 |
| Weitere Bilder                          | Mietshaus in geschlossener Bebauung | Käthe-Kollwitz-Ufer 19 (Karte)                                 | um 1912 (Mietshaus)                                                  | repräsentativer, typischer Bau nach 1905 mit Sandsteinfassade, Akzente an der sachlichen Fassade durch Balkone, Loggien und aufwendige Eingangsgestaltung, Sockel bis in Sohlbankhöhe bossiert, baugeschichtlich und stadtentwicklungsgeschichtlich sowie künstlerisch bedeutend. | 09217204 |
|                                         | Mietshaus in geschlossener Bebauung | Käthe-Kollwitz-Ufer 20 (Karte)                                 | um 1912 (Mietshaus)                                                  | repräsentativer, versachlichter Bau der Zeit nach 1905 mit Sandsteinfassade, hervorgehoben die rechten Außenachsen durch baulichen Anschluss an Nachbargebäude, dekorativer konvexer Erker als weiteres Gestaltungselement, Sockel bis auf Sohlbankhöhe bossiert, baugeschichtlich und stadtentwicklungsgeschichtlich bedeutend. | 09217205 |
|                                         | Mietshaus in geschlossener Bebauung | Käthe-Kollwitz-Ufer 23 (Karte)                                 | um 1895 (Mietshaus)                                                  | repräsentativer, markanter Eckbau mit Sandsteinfassade, versachlichter Bau der Zeit nach 1905 mit dominantem, überhöhtem Giebel, Loggien und aufwendigen Erkern, reiche originale Flur- und Treppenhausausstattung, baugeschichtlich und stadtentwicklungsgeschichtlich sowie künstlerisch und städtebaulich (unverwechselbare Platzanlage) bedeutend. | 09217206 |
|                                         | Wohnanlage | Käthe-Kollwitz-Ufer 24; 25; 26; 27; 28 (Karte)                 | um 1925 (Mehrfamilienwohnhaus)                                       | Gebäude einer einheitlich gestalteten Häuserzeile, schlichte Putzbauten, typisch für den Wohnungsbau der 1920er und 1930er Jahre, belebt durch expressionistische Elemente, u. a. Erker über dreieckigem Grundriss, originale Flur- und Treppenhausausstattung, baugeschichtlich und stadtentwicklungsgeschichtlich bedeutend. | 09217207 |
|                                         | Wohnanlage | Käthe-Kollwitz-Ufer 29; 30; 31; 32 (Karte)                     | 1930/1936 (Mehrfamilienwohnhaus)                                     | Gebäude einer einheitlich gestalteten Häuserzeile, schlichte Putzbauten, typisch für den Wohnungsbau um 1930, die Mittelachsen durch Erker über dreieckigem Grundriss hervorgehoben (wohl in Anlehnung an die früher entstandenen Häuser Käthe-Kollwitz-Ufer 24–28), baugeschichtlich und stadtentwicklungsgeschichtlich bedeutend. | 09217208 |
| Weitere Bilder                          | Wohnanlage über U-förmigem Grundriss mit sieben Häusern | Käthe-Kollwitz-Ufer 33 (Karte)                                 | 1936–1937 (Mehrfamilienwohnhaus)                                     | an Blumenstraße, Hertelstraße und Käthe-Kollwitz-Ufer gelegen, traditionell gestaltete Bauten mit Putzfassaden und Walmdächern, aufgelockert durch Loggien und hervorgehobene Eingangsbereiche, bildet mit den gegenüberliegenden Bauten Käthe-Kollwitz-Ufer 34–42 ein städtebaulich geschlossenes Ensemble, das von einem Bauherren beauftragt und den gleichen Architekten konzipiert wurde, Beteiligung von Franz Hoffmann (Bürogemeinschaft Max Taut und Hoffmann), vor allem baugeschichtlich und stadtentwicklungsgeschichtlich bedeutend. | 09210008 |
|                                         | Wohnanlage | Käthe-Kollwitz-Ufer 34; 35; 36; 37; 38; 39; 40; 41; 42 (Karte) | 1936–1937 (Mehrfamilienwohnhaus), 1936–1937 (Relief)                 | symmetrisch gestaltete Häusergruppe aus seitlichen Kopfbauten und zurückgesetztem Flügel einschließlich mittiger Grüngestaltung, Putz-Sandstein-Fassaden, Bauschmuck, u. a. figürliche Reliefs an zurückgesetzter Front, traditionell gestaltete Gebäude mit folkloristischen Motiven, typisch für den späten Wohnungsbau der dreißiger Jahre, der dann in den sog. Führerwohnungsbau oder Sozialen Wohnungsbau mündete, bildet mit den gegenüberliegenden Bauten Blumenstraße 91, Hertelstraße 39–47 und Käthe-Kollwitz-Ufer 33 ein städtebaulich geschlossenes Ensemble, das von einem Bauherren Bauauftrag und den gleichen Architekten konzipiert wurde, baugeschichtlich und stadtentwicklungsgeschichtlich bedeutend. | 09217210 |
|                                         | Bürgerheim; heute Seniorenheim Clara Zetkin | Neubertstraße 4 (Karte)                                        | 1894 (Altenheim), 1924–1925 (Altenheim)                              | Altenheim; Gebäudekomplex zwischen Neubert-, Pfotenhauer- und Fetscherstraße aus den erhaltenen Seitenflügeln und dem Heizhaus des Bürgerheims von 1894 sowie den beiden Erweiterungsbauten, Arkadengang und Gartengestaltung von 1924–1925, die älteren Teile mit historisierenden Klinker-Sandstein-Fassaden, die Erweiterungsbauten mit expressionistischen Klinkerfronten und bündig eingefügten Sprossenfenstern, auch im Innern noch Gestaltung der Entstehungszeit, baugeschichtlich, ortsgeschichtlich und stadtentwicklungsgeschichtlich sowie künstlerisch bedeutend, die Bauten aus den zwanziger Jahren neben dem Stadthaus Altstadt und dem Fritz-Foerster-Bau Martin Dülfers auf dem TU-Gelände wohl die bemerkenswertesten Beispiele des Expressionismus in Dresden, demzufolge auch singulär. | 09217262 |
|                                         | Doppelmietshaus in geschlossener Bebauung | Neubertstraße 17; 19 (Karte)                                   | um 1895 (Doppelmietshaus)                                            | späthistoristische Putz-Sandstein-Fassade, Erdgeschoss mit Sandsteinplatten verkleidet, Akzente durch Balkone, ornamentaler Bauschmuck und Gliederungselemente vor allem an Fenstereinfassungen, die Symmetrie durch Verlust eines Balkons und Verlagerung des linken Eingangs leicht gestört, Flur- und Treppenhausausstattung, baugeschichtlich und stadtentwicklungsgeschichtlich bedeutend. | 09217224 |
|                                         | Mietshaus in geschlossener Bebauung | Neubertstraße 21 (Karte)                                       | um 1895 (Mietshaus)                                                  | charakteristischer Historismusbau mit Klinker-Sandstein-Fassade, ausgewogene Gliederung, Akzente durch Fensterverdachung, Erscheinungsbild durch neueren Ausbau des Oberdaches etwas beeinträchtigt, baugeschichtlich und stadtentwicklungsgeschichtlich bedeutend. | 09217225 |
|                                         | Mietshaus in geschlossener Bebauung | Neubertstraße 23 (Karte)                                       | um 1895 (Mietshaus)                                                  | Klinker-Sandstein-Fassade, Ecke durch turmartige Erhöhung betont, Außenachsen an Neubert- und Burckhardtstraße risalitartig hervorgehoben, Erdgeschoss durch Sandsteinplatten abgesetzt, markante späthistoristische Fassadengestaltung, baugeschichtlich und stadtentwicklungsgeschichtlich bedeutend. | 09217226 |
|                                         | Mietshaus in geschlossener Bebauung | Neubertstraße 25 (Karte)                                       | um 1905 (Mietshaus)                                                  | typischer versachlichter Bau der Architektur um 1905, symmetrische Sandsteinfassade durch Balkonachsen aufgelockert, Bauschmuck in einfachen Formen auf Fenstereinfassungen und Balkonen konzentriert, Eingangstür aus Entstehungszeit, baugeschichtlich und stadtentwicklungsgeschichtlich bedeutend. | 09217227 |
|                                         | Mietshaus in Ecklage und geschlossener Bebauung | Neubertstraße 27 (Karte)                                       | um 1907 (Mietshaus)                                                  | imposanter Bau mit Sandsteinfassaden zur Neubert- und Blumenstraße, drei eckbetonende Ziergiebel, der Turmaufsatz ursprünglich höher und reicher gestaltet (siehe historische Aufnahme), Fronten durch unterschiedliche Balkonformen aufgelockert, ansonsten zurückhaltender Bauschmuck des späten Jugendstils, charakteristisches Beispiel für versachlichte Architektur Anfang des 20. Jahrhunderts, markante Flur- und Treppenhausausstattung teilweise mit Jugendstilmotiven, baugeschichtlich und stadtentwicklungsgeschichtlich sowie künstlerisch bedeutend. | 09217228 |
|                                         | Ehemalige Bedürfnisanstalt | Pfotenhauerstraße (Karte)                                      | bezeichnet 1907 (Bedürfnisanstalt)                                   | heute Gartenlaube, die kolportierte (Neben-)Nutzung als Kiosk oder Zeitungsladen hat ausweislich der Adressbücher mit den dort vermerkten Eigentümern, Mietern und Geschäftsinhabern nicht stattgefunden, gehört neben der auf dem Schlachthofgelände noch erhaltenen Bedürfnisanstalt zu Erlweins einzigen erhaltenen öffentlichen Bauten dieser Art sowie der Vorkriegszeit überhaupt, baugeschichtlich und künstlerisch bedeutend und singulär. | 09217229 |
| Weitere Bilder                          | Mietshaus in geschlossener Bebauung | Pfotenhauerstraße 57 (Karte)                                   | um 1895 (Mietshaus)                                                  | charakteristischer Historismusbau mit Klinker-Sandstein-Fassade, besondere Akzente durch Balkone, leichte Betonung der Mittelachse, Bossenwerk im Erdgeschoss, restaurierte und rekonstruierte Flur- und Treppenhausausstattung (nur Deckenmalerei und Stuckdekor im Eingangsbereich original), baugeschichtlich und stadtentwicklungsgeschichtlich bedeutend. | 09217230 |
|                                         | Mietshaus in geschlossener Bebauung | Pfotenhauerstraße 61 (Karte)                                   | um 1895 (Mietshaus)                                                  | zeittypisch schlichter Putzbau der Jahrhundertwende mit Naturstein-Sockelgeschoss und -gliederung, baugeschichtlich und stadtentwicklungsgeschichtlich bedeutend. | 09217231 |
|                                         | Mietshaus in Ecklage und geschlossener Bebauung | Pfotenhauerstraße 63 (Karte)                                   | um 1890 (Mietshaus)                                                  | mit Ladeneinbauten, markanter gründerzeitlicher Historismusbau, Fronten zur Pfotenhauer- und Hertelstraße, Putz-Sandstein-Fassade, besonderer Akzent durch Ecke mit turmartiger Erhöhung und Balkons, rustiziertes Erdgeschoss, Flur- und Treppenhausausstattung mit durchbrochenem Treppenhauskern, Stuckdekor, Malerei (Schablonierung) unter neuerem Anstrich u. a., baugeschichtlich und stadtentwicklungsgeschichtlich bedeutend. | 09217232 |
|                                         | Mietshaus in Ecklage und geschlossener Bebauung | Pfotenhauerstraße 65 (Karte)                                   | um 1895 (Mietshaus)                                                  | markantes Historismusgebäude mit Putz-Sandstein-Fassade, Fronten an Pfotenhauer- und Hertelstraße, Pendant zur Nummer 63, besonderer Akzent durch Ecke mit turmartiger Erhöhung und Balkons, rustiziertes Erdgeschoss, bauplastischer Schmuck, baugeschichtlich und stadtentwicklungsgeschichtlich bedeutend. | 09217233 |
|                                         | Mietshaus in geschlossener Bebauung | Pfotenhauerstraße 67 (Karte)                                   | um 1895 (Mietshaus)                                                  | charakteristischer Historismusbau mit Klinker-Sandstein-Fassade, besondere Akzente durch Sohlbänke, Brüstungsspiegel, Traufkonsolen, Erdgeschoss rustiziert, pilasterähnliche Gliederung im letzten Obergeschoss, im Eingang originale Deckengestaltung mit Ausmalung als Dekorationsmalerei und Stuckdekor, baugeschichtlich und stadtentwicklungsgeschichtlich von Belang. | 09217239 |
|                                         | Mietshaus in geschlossener Bebauung | Pfotenhauerstraße 68 (Karte)                                   | um 1895 (Mietshaus)                                                  | typischer Historismusbau mit Putz-Sandstein-Fassade, besondere Akzente durch Mittel- und Außenfensterachsen, feine, noble Putznutung und -gliederung, weitere Belebung durch Verdachungen und wenige Stuckornamente, baugeschichtlich und stadtentwicklungsgeschichtlich von Belang. | 09217245 |
|                                         | Mietshaus in geschlossener Bebauung | Pfotenhauerstraße 69 (Karte)                                   | um 1895 (Mietshaus)                                                  | mit Ladeneinbau, charakteristischer Historismusbau mit Sandstein-Klinker-Fassade, Akzente durch Reliefschmuck, Balkone, aufwendige Fenstergewände u. a., baugeschichtlich und stadtentwicklungsgeschichtlich von Belang. | 09217240 |
|                                         | Mietshaus in geschlossener Bebauung | Pfotenhauerstraße 70 (Karte)                                   | um 1890 (Mietshaus)                                                  | mit Ladeneinbau, markanter Eckbau mit historisierender Putz-Sandstein-Fassade, besondere Akzente durch Eck- und Seitenrisalite, Balkone u. a., baugeschichtlich und stadtentwicklungsgeschichtlich bedeutend. | 09217246 |
|                                         | Mietshaus in geschlossener Bebauung | Pfotenhauerstraße 71 (Karte)                                   | um 1895 (Mietshaus)                                                  | mit Ladeneinbau, charakteristischer Historismusbau mit Klinker-Sandsteinfassade, besondere Akzente durch rechte risalitartige Balkonachse, ornamentale Fensterspiegel, Balkone, aufwendige Eingangstür am Wohngebäude, reiche Flur- und Treppenhausausstattung, u. a. mit Stuckdekor, baugeschichtlich und stadtentwicklungsgeschichtlich sowie künstlerisch von Bedeutung. | 09217241 |
|                                         | Mietshaus in Ecklage und in geschlossener Bebauung | Pfotenhauerstraße 72 (Karte)                                   | um 1890 (Mietshaus)                                                  | mit Ladeneinbau, markantes Gebäude mit historistischer Putz-Sandstein-Fassade, besondere Akzente durch einen Eck- und zwei Seitenrisalite, Balkone sowie Dachgaupen, weitere Belebung mittels ausgeprägter Fensterbedachung, Erdgeschoss rustiziert, baugeschichtlich und stadtentwicklungsgeschichtlich bedeutend. | 09217247 |
|                                         | Mietshaus in geschlossener Bebauung | Pfotenhauerstraße 73 (Karte)                                   | um 1890 (Mietshaus)                                                  | mit Laden, typischer Historismusbau mit Putz-Sandstein-Fassade, Außenachsen gestalterisch abgehoben, schlichtes Erscheinungsbild, baugeschichtlich und stadtentwicklungsgeschichtlich von Belang. | 09217242 |
|                                         | Mietshaus in geschlossener Bebauung | Pfotenhauerstraße 74 (Karte)                                   | 1887–1888 (Mietshaus)                                                | mit Laden, charakteristisches Historismusgebäude mit Putz-Sandstein-Fassade, aufgelockert durch Mittelrisalit mit Fenstergiebeln, Erdgeschoss rustiziert, baugeschichtlich und stadtentwicklungsgeschichtlich von Belang. | 09217248 |
|                                         | Mietshaus in geschlossener Bebauung | Pfotenhauerstraße 75 (Karte)                                   | um 1890 (Mietshaus)                                                  | charakteristisches Historismusgebäude mit Putz-Sandstein-Fassade, Mittelachse durch Balkon betont, Erdgeschoss rustiziert, baugeschichtlich und stadtentwicklungsgeschichtlich bedeutend. | 09217243 |
|                                         | Mietshaus in geschlossener Bebauung | Pfotenhauerstraße 76 (Karte)                                   | 1887–1888 (Mietshaus)                                                | charakteristisches Historismusgebäude mit Putz-Sandstein-Fassade, Mittelachse hervorgehoben, Belebung durch Fenstereinfassungen, genutetes Erdgeschoss, baugeschichtlich und stadtentwicklungsgeschichtlich bedeutend. | 09217249 |
|                                         | Mietshaus in Ecklage und in geschlossener Bebauung | Pfotenhauerstraße 77 (Karte)                                   | um 1895/1900 (Mietshaus)                                             | Restaurant im Erdgeschoss, markantes Gebäude mit typischer Klinker-Sandstein-Fassade in historistischer Gestaltung, Akzente durch Eckrisalit mit Balkonen und erhöhtem Geschoß sowie Balkonachsen zur Pfotenhauer- und Neubertstraße, weitere Belebung mittels lisenenartiger Gliederung des zweiten und dritten Obergeschosses, baugeschichtlich und stadtentwicklungsgeschichtlich bedeutend. | 09217244 |
|                                         | Mietshaus in geschlossener Bebauung | Pfotenhauerstraße 78 (Karte)                                   | 1888–1889 (Mietshaus)                                                | mit rückwärtigem Flügel, typischer Historismusbau, Betonung der beiden Eingangsachsen, gestalterische Akzente durch einige aufwendige Fensterbedachungen und Lisenengliederung im letzten Obergeschoss, Erdgeschoss rustiziert, baugeschichtlich und stadtentwicklungsgeschichtlich bedeutend. | 09217250 |
|                                         | Mietshaus in geschlossener Bebauung | Pfotenhauerstraße 80 (Karte)                                   | 1890–1891 (Mietshaus)                                                | mit Laden, typischer Historismusbau mit Putz-Sandstein-Fassade, Betonung der Mittelachse, Akzente durch Balkon und aufwendige Fensterbedachungen, Erdgeschoss rustiziert, baugeschichtlich und stadtentwicklungsgeschichtlich bedeutend. | 09217251 |
|                                         | Hochschule für Bildende Künste Dresden, Atelierhäuser | Pfotenhauerstraße 81; 83 (Karte)                               | bezeichnet 1911–1912 (Atelier), 1954 (Atelier)                       | Zwei Atelierhäuser mit verbindender Einfriedung; Anlage mit älterem Gebäude im Stil der Reformarchitektur nach 1900 und sachlichem Ergänzungsbau mit in klassizistischer Manier übergiebeltem Haupttrakt (erinnert ein wenig an Heinrich Tessenows Festspielhaus), baugeschichtlich und stadtentwicklungsgeschichtlich sowie künstlerisch bedeutend. | 09217254 |
|                                         | Mietshaus in geschlossener Bebauung | Pfotenhauerstraße 82 (Karte)                                   | 1890–1891 (Mietshaus)                                                | typischer Historismusbau mit Putz-Sandstein-Fassade, betont durch Mittelrisalit, rustiziertes Erdgeschoß, baugeschichtlich und stadtentwicklungsgeschichtlich bedeutend. Im Vergleich zu den anderen Nachbarbauten ist die Nummer 82 allerdings am sichtbarsten verändert wurden. Es ist davon auszugehen, dass auch sie einen Balkon über dem Eingang hatte. Im zweiten Obergeschoss zeigte der Bau neben der mittleren segmentbogenförmigen Bedachung zudem zwei dreieckige Fensterabschlüsse (vgl. Nummer 74). Der Dachausbau ist eine spätere Zutat. | 09217252 |
|                                         | Mietshaus in Ecklage und in geschlossener Bebauung | Pfotenhauerstraße 84 (Karte)                                   | um 1890 (Mietshaus)                                                  | markanter Bau mit historistischer Fassade, besondere Akzente durch Eckrisalit mit überhöhtem Geschoß, Balkone und kräftige vertikale Gliederungen, baugeschichtlich und stadtentwicklungsgeschichtlich bedeutend. | 09217253 |
|                                         | Orthopädische Klinik; Orthopädie, Medizinische Akademie/Universitätsklinikum Carl Gustav Carus | Pfotenhauerstraße 90 (Karte)                                   | 1953–1954 (Klinik), 1953–1954 (Brunnen)                              | Krankenhaus- und Lehrgebäude, Haus A und B mit Übergang, ersteres mit Mosaikbrunnen im Inneren und Einfriedung; heute Haus 29 und 30 des Universitätsklinikums, Hauptgebäude markanter, durch übergiebelten Mittelrisalit dominierter, klassizistisch anmutender Bau im Stil der Nationalen Bautraditionen der 1950er Jahre, Haus 30 mit der gleichen Formensprache, baugeschichtlich und ortsgeschichtlich sowie künstlerisch bedeutend (siehe auch Fetscherstraße 74, Fiedlerstraße 25, 27 und Schubertstraße 15). | 09218984 |
|                                         | Zollhaus, ehem. 40. Hebestelle | Pfotenhauerstraße 107 (Karte)                                  | 1902 (Zollhaus)                                                      | Zollhaus mit Einfriedung; malerisch gestalteter Fachwerkbau mit Eckturm, heute Wohnhaus, markantes Beispiel des Heimatstils um 1900, baugeschichtlich und künstlerisch bedeutend, darüber hinaus neben der Hebestelle Weinbergstraße 1 wohl letzte in Dresden und somit auch von besonderem ortsgeschichtlichen Wert sowie singulär. | 09217167 |
|                                         | Mietshaus mit Einfriedung und Nebengebäude in offener Bebauung | Pfotenhauerstraße 110 (Karte)                                  | um 1895 (Mietshaus)                                                  | herrschaftlicher, historisierender Wohnbau mit Putz-Sandstein-Fassade, besondere Akzente durch Risalite an Haupt- und Nebenfassaden, diese sind durch ornamentalen Schmuck in den Fensterverdachungen hervorgehoben, Mittelrisalite der Vorderfront mit besonders reicher Giebelzier, Baukörper hier zudem durch Balkone aufgelockert, baugeschichtlich, künstlerisch und stadtentwicklungsgeschichtlich bedeutend. | 09217256 |
|                                         | Mietshaus mit Einfriedung | Pfotenhauerstraße 112 (Karte)                                  | um 1895 (Mietshaus)                                                  | markantes Eckgebäude mit Klinker-Sandstein-Fassade und turmähnlicher Dachbekrönung zur Kreuzung, charakteristisches historisierendes Gebäude von Ende des 19. Jh., sparsamer Bauschmuck, besonderer Akzent ornamental verzierter Sandstein-Erker (rechteckiger Grundriss) an erhöhtem Mittelteil, baugeschichtlich, stadtentwicklungsgeschichtlich und städtebaulich bedeutend. | 09217255 |
| Weitere Bilder                          | Sachsenplatz | Sachsenplatz (Karte)                                           | 1879 (Stadtplatz)                                                    | Stadtplatz mit südlich anschließender Allee; einer der bedeutendsten Dresdner Plätze der Gründerzeit, Grundriss und große Teile des Baumbestandes noch erhalten, städtebauliche Fortsetzung der Albertbrücke, zudem unmittelbarer gestalterischer Bezug zur Elbpromenade, trotz Fehlen der einstigen Platzwände gartengestalterisch, ortsgeschichtlich und städtebaulich bedeutend. | 09217178 |
| Weitere Bilder                          | Pathologie; Medizinische Akademie/Universitätsklinikum Carl Gustav Carus | Schubertstraße 15 (Karte)                                      | 1958–1962 (Klinik), 1958–1962 (Hochschulanlagenteil)                 | Krankenhaus- und Lehrgebäude; Haus 43 des Universitätsklinikums, funktional gestaltet, mit Hörsaalanbau, Beispiel der Nachkriegsmoderne in der DDR, baugeschichtlich und ortsgeschichtlich bedeutend (siehe auch Fetscherstraße 74, Fiedlerstraße 25, 27 und Pfotenhauerstraße 90). | 09218987 |
|                                         | Mietshaus mit Einfriedung in offener Bebauung | Schubertstraße 23 (Karte)                                      | bezeichnet 1895 (Mietshaus)                                          | repräsentatives Gebäude mit Putz-Sandstein-Fassade und Mittelrisalit, belebt durch aufwendigen historisierenden Bauschmuck, Eingangsbereich hervorgehoben, Flur- und Treppenhausausstattung, markanter Wohnbau des ausgehenden 19. Jahrhunderts, baugeschichtlich und stadtentwicklungsgeschichtlich sowie künstlerisch bedeutend. | 09217278 |
|                                         | Mietshaus mit Einfriedung in offener Bebauung | Schubertstraße 25 (Karte)                                      | bezeichnet 1896 (Mietshaus)                                          | charakteristischer Bau des ausgehenden 19. Jahrhunderts, mit Klinker-Sandstein-Fassade, akzentuiert durch überhöhten Mittelrisalit mit ornamental geschmückten Dreiecksgiebel, Bauschmuck (Giebel, Beschlagwerk) in historistischen Formen, baugeschichtlich und stadtentwicklungsgeschichtlich sowie künstlerisch bedeutend. | 09217258 |
|                                         | Mietshaus mit Einfriedung in offener Bebauung | Schubertstraße 27 (Karte)                                      | 1896 (Mietshaus)                                                     | historisierender Bau mit Putzfassade und Sandsteingliederung, Akzente durch Balkone, Flur- und Treppenhausausstattung, typischer Bau Ende des 19. Jahrhunderts, baugeschichtlich und stadtentwicklungsgeschichtlich bedeutend. | 09217259 |
|                                         | Mietshaus mit Einfriedung in offener Bebauung | Schubertstraße 29 (Karte)                                      | bezeichnet 1895 (Mietshaus)                                          | herrschaftlicher, historisierender Wohnbau des ausgehenden 19. Jahrhunderts, mit reicher, geradezu üppiger Fassadengestaltung und zumeist originaler Flur- und Treppenhausausstattung, baugeschichtlich, künstlerisch und stadtentwicklungsgeschichtlich bedeutend. | 09217260 |
|                                         | Mietshaus mit Einfriedung in offener Bebauung | Schubertstraße 31 (Karte)                                      | 1896 (Mietshaus)                                                     | aufwendiger, herrschaftlicher, historistischer Wohnbau mit Putz-Sandstein-Fassade, Mittelrisalit erhöht durch ein weiteres Geschoß und Dreiecksgiebel, dabei besonders reich mit Pilastergliederung, Kapitellabschlüssen und Fensterbedachungen, des Weiteren historistischer Schmuck an Balkonen, Flur- und Treppenhausausstattung, markantes Beispiel der Architektur des ausgehenden 19. Jahrhunderts, baugeschichtlich und stadtentwicklungsgeschichtlich sowie künstlerisch von Wert. | 09217261 |
|                                         | Mietshaus mit Einfriedung in offener Bebauung | Schubertstraße 33 (Karte)                                      | 1896 (Mietshaus)                                                     | repräsentativer Bau mit erhöhtem Mittelrisalit und Putzfassade, Akzente durch historistische Schmuckelemente sowie Balkone, Flur- und Treppenhausausstattung, typischer Wohnbau der neunziger Jahre des 19. Jahrhunderts, baugeschichtlich und stadtentwicklungsgeschichtlich bedeutend. | 09217280 |
|                                         | Mietshaus mit Einfriedung in offener Bebauung | Schubertstraße 35 (Karte)                                      | 1897 (Mietshaus)                                                     | repräsentatives Wohngebäude mit Putz-Sandstein-Fassade, erhöhtem Mittelrisalit einschließlich Giebelbekrönung und sparsamem Bauschmuck, typischer Bau der Zeit um 1895, baugeschichtlich und stadtentwicklungsgeschichtlich bedeutend. | 09217281 |
|                                         | Einfriedung | Schubertstraße 37 (Karte)                                      | 1896 (Einfriedung)                                                   | aus den Materialien Sandstein und Gusseisen, baugeschichtlich und künstlerisch bedeutend | 09217179 |
|                                         | Haus Lieselotte | Schubertstraße 39 (Karte)                                      | um 1910 (Mietshaus)                                                  | Mietshaus mit Einfriedung in offener Bebauung; markanter Eckbau mit Putz-Sandstein-Fassade, bewegter Dachlandschaft, Erkern und Balkons, sparsame zeittypische Schmuckelemente des späten Jugendstils, Flur- und Treppenhausausstattung, repräsentatives Beispiel der versachlichten Architektur Anfang des 20. Jahrhunderts, baugeschichtlich und stadtentwicklungsgeschichtlich sowie künstlerisch bedeutend. | 09217279 |
|                                         | Verwaltungsgebäude | Terscheckstraße 2 (Karte)                                      | um 1900 (Verwaltung)                                                 | typischer Bau der Jahrhundertwende mit Klinkerfassade, turmartig erhöhten Vorlagen und Seitenrisalit mit Stufengiebel, mit sparsamem Bauschmuck, Segmentbogen- bzw. Rundbogenfenster, Anklänge an Neogotik, baugeschichtlich und stadtentwicklungsgeschichtlich bedeutend. | 09217282 |
| Weitere Bilder                          | Feldherrenplatz; Thomas-Müntzer-Platz | Thomas-Müntzer-Platz (Karte)                                   | 1928 (Stadtplatz)                                                    | Schmuckplatz über halbrundem Grundriss mit begleitender Wegeführung und gestalteter Grünfläche; künstlerisch und städtebaulich von Wert sowie in dieser Form in Dresden singulär. | 09217292 |
|                                         | Mietshaus in Ecklage und geschlossener Bebauung | Thomas-Müntzer-Platz 2 (Karte)                                 | 1911–1912 (Mietshaus)                                                | markantes Beispiel der Architektur nach 1900 mit versachlichtem Charakter sowie sparsam, aber wirkungsvoll eingesetzten neoklassizistischen Schmuckformen und Jugendstilornamenten, Akzente durch übergiebelte Vorbauten und Hauptgesims mit Hängeplatten, Flur- und Treppenhausausstattung, baugeschichtlich, künstlerisch, städtebaulich und stadtentwicklungsgeschichtlich bedeutend. | 09217287 |
|                                         | Mietshaus in Ecklage und geschlossener Bebauung | Thomas-Müntzer-Platz 3 (Karte)                                 | 1912–1913 (Mietshaus)                                                | markantes Beispiel der Architektur nach 1900 mit versachlichtem Charakter sowie sparsam, aber wirkungsvoll eingesetzten neoklassizistischen Schmuckformen und Jugendstilornamenten, Akzente durch übergiebelte Vorbauten und Hauptgesims mit Hängeplatten, Flur- und Treppenhausausstattung, baugeschichtlich, künstlerisch, städtebaulich und stadtentwicklungsgeschichtlich bedeutend. | 09217288 |
|                                         | Mietshaus in geschlossener Bebauung | Thomas-Müntzer-Platz 4 (Karte)                                 | 1911–1912 (Mietshaus)                                                | markantes Beispiel der Architektur nach 1900 mit versachlichtem Charakter sowie sparsam, aber wirkungsvoll eingesetzten neoklassizistischen Schmuckformen und Jugendstilornamenten, Akzente durch hohen Giebel, zwei symmetrisch angeordnete, halbrunde Vorbauten und Hauptgesims mit Hängeplatten, Flur- und Treppenhausausstattung, baugeschichtlich, künstlerisch, städtebaulich und stadtentwicklungsgeschichtlich bedeutend. | 09217289 |
|                                         | Mietshaus in Ecklage und geschlossener Bebauung | Thomas-Müntzer-Platz 5 (Karte)                                 | 1911–1912 (Mietshaus)                                                | markantes Beispiel der Architektur nach 1900 mit versachlichtem Charakter sowie sparsam, aber wirkungsvoll eingesetzten neoklassizistischen Schmuckformen und Jugendstilornamenten, Akzente durch übergiebelte Vorbauten und Hauptgesims mit Hängeplatten, Flur- und Treppenhausausstattung, baugeschichtlich, künstlerisch, städtebaulich und stadtentwicklungsgeschichtlich bedeutend. | 09217290 |
|                                         | Mietshaus in geschlossener Bebauung | Thomas-Müntzer-Platz 7 (Karte)                                 | bezeichnet 1916 (Mietshaus)                                          | markantes Beispiel der Architektur nach 1900 mit versachlichtem Charakter sowie sparsam, aber wirkungsvoll eingesetzten neoklassizistischen Schmuckformen und Jugendstilornamenten, Akzente durch hohen Giebel, zwei symmetrisch angeordnete, halbrunde Vorbauten und Hauptgesims mit Hängeplatten, Flur- und Treppenhausausstattung, baugeschichtlich, künstlerisch, städtebaulich und stadtentwicklungsgeschichtlich bedeutend. | 09217291 |
|                                         | Mietshaus in Ecklage und geschlossener Bebauung | Thomas-Müntzer-Platz 8 (Karte)                                 | 1926–1927 (Mietshaus)                                                | typischer versachlichter und zugleich repräsentativer Bau aus den 1920er Jahren, Akzent durch flache, übergiebelte Vorbauten und Hauptgesims mit Hängeplatten, baugeschichtlich und stadtentwicklungsgeschichtlich sowie städtebaulich als Teil der unverwechselbaren Anlage des Thomas-Müntzer-Platzes bedeutend. | 09217285 |
|                                         | Mietshaus in geschlossener Bebauung | Thomas-Müntzer-Platz 9 (Karte)                                 | 1927–1928 (Mietshaus)                                                | markanter Eckbau mit schlichter und zugleich monumentaler Sandsteinfassade, bildet mit Nachbargebäuden Ensemble, Beispiel der versachlichten Architektur im ersten Viertel des 20. Jahrhunderts mit klarem, fast funktionalistischem Fassadenaufbau, baugeschichtlich, städtebaulich und stadtentwicklungsgeschichtlich bedeutend. | 09217284 |
|                                         | Mietshaus in geschlossener Bebauung | Thomas-Müntzer-Platz 10 (Karte)                                | 1914–1916 (Mietshaus)                                                | bildet markantes Ensemble mit den beiden Nachbargebäuden aus den 1920er Jahren, sachliches und zugleich repräsentatives Gebäude mit Sandsteinfassade, besondere Akzente durch rustizierten Vorbau im Erdgeschoß einschließlich erhöhtem Mittelteil, dieses gegliedert durch neoklassizistische Lisenen, Flur- und Treppenhausausstattung, baugeschichtlich, künstlerisch, städtebaulich und stadtentwicklungsgeschichtlich bedeutend. | 09217286 |
|                                         | Mietshaus in geschlossener Bebauung | Thomas-Müntzer-Platz 11 (Karte)                                | 1927–1928 (Mietshaus)                                                | markanter Eckbau mit schlichter und zugleich monumentaler Sandsteinfassade, bildet mit Nachbargebäuden Ensemble, Beispiel der versachlichten Architektur im ersten Viertel des 20. Jahrhunderts mit klarem, fast funktionalistischem Fassadenaufbau, baugeschichtlich, städtebaulich und stadtentwicklungsgeschichtlich bedeutend. | 09217283 |
| Weitere Bilder                          | Trinitatiskirche | Trinitatisplatz (Karte)                                        | Ende 19. Jh. (Platz), 1891–1894 (Ruine)                              | Platzanlage mit Kirche; begrenzt durch Trinitatisfriedhof, Gemeindezentrum und Gerokstraße, städtebaulich und stadtentwicklungsgeschichtlich bedeutend. | 09217293 |

## Johannstadt-Süd
| Bild                                    | Bezeichnung                                                                                       | Lage                              | Datierung                                                                     | Beschreibung | ID       |
| --------------------------------------- | ------------------------------------------------------------------------------------------------- | --------------------------------- | ----------------------------------------------------------------------------- | --- | -------- |
| Weitere Bilder                          | Transformator-Station                                                                             | Canalettostraße (Karte)           | um 1950 (Transformatorenstation)                                              | Transformatorenhäuschen; schlichter eingeschossiger Funktionsbau mit Putzfassade und geschwungenem Walmdach, Akzent durch Säule und Dachüberstand, baugeschichtlich und stadtentwicklungsgeschichtlich bedeutend. | 09217274 |
| Weitere Bilder                          | Villa mit Einfriedung                                                                             | Comeniusstraße 22 (Karte)         | bezeichnet 1902 (Villa)                                                       | repräsentativer späthistoristischer Bau um 1900 im Stil der deutschen Renaissance, Sandsteinfassade, besondere Akzente durch Giebel, Eckturm, Erker und Eingangsvorbau, bauplastische Ornamentik verbindet renaissancistische und einige Jugendstilmotive (besonders am Portalgiebel), baugeschichtlich und stadtentwicklungsgeschichtlich sowie künstlerisch von Bedeutung. | 09217134 |
|                                         | Villa Luboldt                                                                                     | Comeniusstraße 32 (Karte)         | bezeichnet 1906 (Villa), 1906 (Villengarten/Landhausgarten)                   | Villa mit Nebengebäude, Villengarten, Wasserbecken, Treppenanlage und Einfriedung; charakteristischer Bau der Architektur nach 1900, Architekt: Heinrich Tscharmann (1859–1932), Bauplastik: Bildhauer Prof. Karl Groß (1869–1934), Garten von hoher gestalterischer Qualität durch den Berliner Landschaftsarchitekten J. P. Großmann angelegt, Wasserbecken mit Kaskade und Pflanztrögen, Bauherr war der Wissenschaftler Dr. phil. Walter Luboldt, vor allem baugeschichtlich und stadtentwicklungsgeschichtlich sowie künstlerisch und gartenkünstlerisch bedeutend.                                                              | 09217135 |
| Weitere Bilder                          | Ehem. Kunstgewerbeschule und -museum; Hochschule für Bildende Künste; Kupferstichkabinett (ehem.) | Dürerstraße 21 (Karte)            | 1903–1907, bezeichnet 1906 (Hochschulanlagenteil), 1903–1907 (Brunnenplastik) | Hochschul- und Museumsgebäude mit Einfriedung, Terrasse und Brunnen außerhalb sowie Grünanlagen; markante Baugruppe in Ecksituation, mit neobarocker Kubatur und Gestaltungselementen des Jugendstils, besonderer Reiz durch Wechsel von Pavillons und Flügelbauten, reicher Bauschmuck an einzelnen Gebäudeteilen, bemerkenswerte Innenausstattung, baugeschichtlich, künstlerisch, städtebaulich und stadtentwicklungsgeschichtlich bedeutend, in seiner Form singulär in Dresden. | 09217171 |
| Weitere Bilder                          | Landesversicherungsanstalt; Ehem. Sozialversicherungsanstalt Sachsen                              | Dürerstraße 24 (Karte)            | bezeichnet 1928 (Verwaltungsgebäude)                                          | Verwaltungsgebäude; markanter Eckbau mit Putz-Sandstein-Fassade und akzentuierendem Bauschmuck, typischer öffentlicher Bau der zwanziger Jahre, versachlicht und repräsentativ zugleich, durch Pilastergliederungen und Plattenfriese neoklassizistische Prägung, Eingangsbereich nach Umbau an der Dürerstraße, Mittelpartien an Dürerstraße und Güntzstraße durch Pilastergliederung und ornamentalen sowie figuralen Schmuck hervorgehoben, Entwurf des bekannten Büros Schilling & Graebner, baugeschichtlich, ortsgeschichtlich und stadtentwicklungsgeschichtlich sowie trotz einiger Veränderungen künstlerisch von Bedeutung. | 09217138 |
| Weitere Bilder                          | Universitätsgebäude; TU Dresden                                                                   | Dürerstraße 26 (Karte)            | 1954 (Hörsaalgebäude)                                                         | Universitätsgebäude; Dreiflügelbau an Dürer-, Holbein- und Marschnerstraße mit Innenhof, sachlich-funktionale Architektur mit Putzfassade und Sandsteingliederungen, besonderer Akzent durch großzügige Fensteröffnungen und Balkone auf altanähnlichen Vorsprüngen an jeder Fassade, Betonung mittlerer Fensterachsen durch Sandsteingliederung, innen original, baugeschichtlich, ortsgeschichtlich und stadtentwicklungsgeschichtlich bedeutend. | 09217139 |
|                                         | Mietshaus in halboffener Bebauung                                                                 | Dürerstraße 96 (Karte)            | um 1895 (Mietshaus)                                                           | mit Ladeneinbauten, charakteristischer Historismusbau mit Klinker-Sandstein-Fassade, akzentuiert durch leicht risalitartig hervorgehobene Außenachsen mit Balkonen und Pilastergliederung, baugeschichtlich und stadtentwicklungsgeschichtlich bedeutend. | 09217140 |
|                                         | Mietshaus in geschlossener Bebauung                                                               | Fetscherplatz 1 (Karte)           | um 1900 (Mietshaus)                                                           | typischer späthistoristischer Bau mit Putz-Sandstein-Fassade, Akzente durch Pilastergliederung und Balkon im ersten Obergeschoss, Dachgeschossumbau nach 1945, baugeschichtlich und stadtentwicklungsgeschichtlich bedeutend. | 09217144 |
| Weitere Bilder                          | Transformator-Station                                                                             | Fetscherplatz 1b (Karte)          | bezeichnet 1926 (Transformatorenstation)                                      | Zwei Aufbauten auf großen unterirdischen Umspannstellen; eingeschossige Gebäude, sachliche Gestaltung mit expressionistischen Elementen (Farbe, scharfkantige Profile usw.), östlicher Bau noch durch Pfeilervorhalle akzentuiert, baugeschichtlich, ortsgeschichtlich und stadtentwicklungsgeschichtlich sowie künstlerisch bedeutend. | 09217142 |
|                                         | Mietshaus in Ecklage und in geschlossener Bebauung                                                | Fetscherstraße 39 (Karte)         | um 1897 (Mietshaus)                                                           | mit Ladeneinbau, monumentaler späthistoristischer Bau mit Klinker-Sandstein-Fassade, besondere Akzente durch Eckrisalit mit turmartig überhöhtem Geschoss, Loggien, aufwendige Fensterbedachungen und Bossenwerk im Erdgeschoss, Flur- und Treppenhausausstattung, bemerkenswerter und gestalterisch qualitätvoller Bau der Architektur Ende des 19. Jh., baugeschichtlich und stadtentwicklungsgeschichtlich sowie künstlerisch bedeutend. | 09217154 |
|                                         | Mietshaus in ehemals geschlossener Bebauung                                                       | Gabelsbergerstraße 13 (Karte)     | bezeichnet 1892 (Mietshaus)                                                   | charakteristischer später Historismusbau mit Klinker-Sandstein-Fassade, Akzente durch Mittelachse und zwei flache Seitenrisalite, Belebung mittels rustiziertem Erdgeschoss, Fensterverdachungen und Medaillons, baugeschichtlich und als einer der wenigen erhaltenen Bauten des einst bedeutenden Gründerzeitquartiers von besonderer stadtentwicklungsgeschichtlicher Relevanz. | 09217162 |
| Weitere Bilder                          | Ehem. Kunstgewerbeschule und -museum; Hochschule für Bildende Künste; Kupferstichkabinett (ehem.) | Gerokstraße 2; 4 (Karte)          | 1903–1907, bezeichnet 1906 (Hochschulanlagenteil), 1903–1907 (Brunnenplastik) | Hochschul- und Museumsgebäude mit Einfriedung, Terrasse und Brunnen außerhalb sowie Grünanlagen; markante Baugruppe in Ecksituation, mit neobarocker Kubatur und Gestaltungselementen des Jugendstils, besonderer Reiz durch Wechsel von Pavillons und Flügelbauten, reicher Bauschmuck an einzelnen Gebäudeteilen, bemerkenswerte Innenausstattung, baugeschichtlich, künstlerisch, städtebaulich und stadtentwicklungsgeschichtlich bedeutend, in seiner Form singulär in Dresden. | 09217171 |
|                                         | Postamt 16                                                                                        | Gerokstraße 18; 20 (Karte)        | bezeichnet 1927–1930 (Post)                                                   | Postgebäude mit Außenanlagen zur Gerokstraße; markantes, breitgelagertes, mehrflügeliges Gebäude mit traditioneller Kubatur und schlichter Putzfassade, besondere Akzente durch Eingangsportikus, Risalite und expressionistisch anmutende Bedachungen und Profile, charakteristischer Bau der Zeit um 1930 zwischen Traditionalismus und Expressionismus, Zeugnis des frühen, unmittelbaren Wiederaufbaus kurz nach Beendigung des 2. Weltkrieges, baugeschichtlich, ortsgeschichtlich und stadtentwicklungsgeschichtlich bedeutend.                                                                                                 | 09217163 |
|                                         | Berufsschule für Knaben; Horst-Wessel-Schule; Berufsschulzentrum Metalltechnik                    | Gerokstraße 22 (Karte)            | 1928–1934 (Berufsschule)                                                      | Schulgebäude und Toreinfahrt; mehrflüglige Anlage mit Innenhof, markanter Putzbau mit schlichter, funktionalistischer Fassade, baubestimmend wirkt der überhöhte, in die Straßenflucht geschobene Turmbau, Eingangsportal, innen Ausstattung aus Entstehungszeit, neben Hülßegymnasium, Kinderkrankenhaus (mittlerweile abgerissen) und Waldschule modernster Bau Paul Wolfs, vom Bauhaus beeinflusst, traditionelle Dachform möglicherweise der machtpolitischen Veränderung während der Bauphase geschuldet, baugeschichtlich, ortsgeschichtlich und stadtentwicklungsgeschichtlich sowie künstlerisch bedeutend.                   | 09217164 |
| Weitere Bilder                          | Studentenwohnheim und rückwärtige Betonformsteinwand an der Seite zur Striesener Straße           | Güntzstraße 22 (Karte)            | 1958–1959 (Studentenwohnheim), um 1975 (Relief)                               | Studentenwohnheim und rückwärtige Betonformsteinwand an der Seite zur Striesener Straße; bemerkenswert sachlich-funktionaler Bau der frühen DDR-Architektur mit weiträumiger Treppenhaus- und Eingangshallengestaltung, großzügigen Fassadenöffnungen und sparsamen Gliederungen, Akzente durch schräges Eingangsvordach und polychrome Farbfassung, Eingang und Treppenhaus mit Ausstattung der Entstehungszeit, u. a. qualitätvoller Fenstergestaltung, baugeschichtlich, künstlerisch und ortsgeschichtlich sowie stadtentwicklungsgeschichtlich bedeutend.                                                                        | 09217169 |
| Weitere Bilder                          | Güntzheim; Technische Hochschule; TU Dresden; Brunnenskulptur                                     | Güntzstraße 28; 28a (Karte)       | 1954–1956 (Studentenwohnheim), 1954–1956 (Relief), 1956–1957 (Brunnenplastik) | Studentenwohnheim einschließlich Brunnenanlage mit Freiskulptur; sachlicher, traditioneller Bau mit Putzfassade, Südseite erscheint durch großzügige Fassadenöffnung und Pilaster skelettartig, Fassade zur Güntzstraße durch Erker und Eingangsvorbau gegliedert, reicher Bauschmuck (z. B. Fries an Südseite), die Brunnenskulptur »Der Flugwille des Menschen« von Max Lachnit, Objekte baugeschichtlich, künstlerisch, ortsgeschichtlich und städtebaulich sowie stadtentwicklungsgeschichtlich von Bedeutung. | 09217170 |
| Weitere Bilder                          | Ehem. Kunstgewerbeschule und -museum; Hochschule für Bildende Künste; Kupferstichkabinett (ehem.) | Güntzstraße 34 (Karte)            | 1903–1907, bezeichnet 1906 (Hochschulanlagenteil), 1903–1907 (Brunnenplastik) | Hochschul- und Museumsgebäude mit Einfriedung, Terrasse und Brunnen außerhalb sowie Grünanlagen; markante Baugruppe in Ecksituation, mit neobarocker Kubatur und Gestaltungselementen des Jugendstils, besonderer Reiz durch Wechsel von Pavillons und Flügelbauten, reicher Bauschmuck an einzelnen Gebäudeteilen, bemerkenswerte Innenausstattung, baugeschichtlich, künstlerisch, städtebaulich und stadtentwicklungsgeschichtlich bedeutend, in seiner Form singulär in Dresden. | 09217171 |
| Weitere Bilder                          | Universitätsgebäude; TU Dresden                                                                   | Holbeinstraße 3 (Karte)           | 1954 (Hörsaalgebäude)                                                         | Universitätsgebäude; Dreiflügelbau an Dürer-, Holbein- und Marschnerstraße mit Innenhof, sachlich-funktionale Architektur mit Putzfassade und Sandsteingliederungen, besonderer Akzent durch großzügige Fensteröffnungen und Balkone auf altanähnlichen Vorsprüngen an jeder Fassade, Betonung mittlerer Fensterachsen durch Sandsteingliederung, innen original, baugeschichtlich, ortsgeschichtlich und stadtentwicklungsgeschichtlich bedeutend. | 09217139 |
| Direkt Bild zu diesem Denkmal hochladen | Glasfenster                                                                                       | Marschnerstraße 26 (Karte)        | 1956 (Farbglasfenster)                                                        | an der Rückseite des Treppenhauses, gestalterisch anspruchsvoll, 1956 nach Entwurf von Hans Jüchser ausgeführten, künstlerisch bedeutend. | 09306595 |
| Direkt Bild zu diesem Denkmal hochladen | Windkanalgebäude; TU Dresden                                                                      | Marschnerstraße 28 (Karte)        | nach 1950 (Labor), 1957–1959 (Sgraffito)                                      | Forschungslaborgebäude, Sgraffito »Höhenflug der Luftfahrt« von Hermann Glöckner im Foyer; zweigeschossiger Trakt mit gewelltem Dachaufbau, in HP-Schalenbauweise errichtet, baugeschichtlich und ortsgeschichtlich bedeutend. | 09217223 |
| Weitere Bilder                          | Universitätsgebäude; TU Dresden                                                                   | Marschnerstraße 39 (Karte)        | 1954 (Hörsaalgebäude)                                                         | Universitätsgebäude; Dreiflügelbau an Dürer-, Holbein- und Marschnerstraße mit Innenhof, sachlich-funktionale Architektur mit Putzfassade und Sandsteingliederungen, besonderer Akzent durch großzügige Fensteröffnungen und Balkone auf altanähnlichen Vorsprüngen an jeder Fassade, Betonung mittlerer Fensterachsen durch Sandsteingliederung, innen original, baugeschichtlich, ortsgeschichtlich und stadtentwicklungsgeschichtlich bedeutend. | 09217139 |
| Weitere Bilder                          | Ehem. Kunstgewerbeschule und -museum; Hochschule für Bildende Künste; Kupferstichkabinett (ehem.) | Marschnerstraße 41 (Karte)        | 1903–1907, bezeichnet 1906 (Hochschulanlagenteil), 1903–1907 (Brunnenplastik) | Hochschul- und Museumsgebäude mit Einfriedung, Terrasse und Brunnen außerhalb sowie Grünanlagen; markante Baugruppe in Ecksituation, mit neobarocker Kubatur und Gestaltungselementen des Jugendstils, besonderer Reiz durch Wechsel von Pavillons und Flügelbauten, reicher Bauschmuck an einzelnen Gebäudeteilen, bemerkenswerte Innenausstattung, baugeschichtlich, künstlerisch, städtebaulich und stadtentwicklungsgeschichtlich bedeutend, in seiner Form singulär in Dresden. | 09217171 |
| Weitere Bilder                          | Mietshaus in Ecklage und halboffener Bebauung                                                     | Striesener Straße 44 (Karte)      | um 1890 (Mietshaus)                                                           | historisierender Wohnbau mit Putz-Sandstein-Fassade, charakteristisches Beispiel für Architektur Ende des 19. Jahrhunderts, baugeschichtlich und stadtentwicklungsgeschichtlich bedeutend. | 09217302 |
| Weitere Bilder                          | Mietshaus in geschlossener Bebauung                                                               | Striesener Straße 47 (Karte)      | um 1890 (Mietshaus)                                                           | historisierender Bau mit Putz-Sandstein-Fassade, charakteristisches Beispiel für Architektur Ende des 19. Jahrhunderts, eines der letzten gründerzeitlichen Bauten um den Fetscherplatz, vor allem stadtentwicklungsgeschichtlich bedeutend. | 09217303 |
| Weitere Bilder                          | Mietshaus in Ecklage und geschlossener Bebauung                                                   | Striesener Straße 49 (Karte)      | bezeichnet 1888 (Mietshaus)                                                   | historisierender Bau mit Klinker-Sandstein-Fassade, charakteristisches Beispiel für Architektur Ende des 19. Jahrhunderts, originale Flur- und Treppenhausausstattung mit Ausmalung, Stuckdekor, Figuren usw., Gebäude baugeschichtlich und stadtentwicklungsgeschichtlich bedeutend. | 09217304 |
| Direkt Bild zu diesem Denkmal hochladen | Einfriedung                                                                                       | Wintergartenstraße (Karte)        | um 1900 (Einfriedung)                                                         | typischer gusseiserner Zaun mit Sandsteinpfosten um 1900, ursprünglich Teil eines Villengrundstücks, baugeschichtlich und stadtentwicklungsgeschichtlich bedeutend. | 09217301 |
|                                         | Madonna aus Radibor                                                                               | Wintergartenstraße 15; 17 (Karte) | um 1415 (Statue)                                                              | Muttergottesfigur mit Kind; spätgotische Plastik aus Lindenholz, aus der mittelalterlichen Pfarrkirche von Radibor, Kreis Bautzen, stammend, Translozierung in die Krankenhauskapelle des St.-Joseph-Stifts; künstlerisch und kunsthistorisch bedeutend. | 09217300 |

## Johannstadt-Südost
Dieser Stadtteil liegt in der Gemarkung Altstadt II, wird aber zu Striesen-Süd bzw. Striesen-West gezählt, da er bereits zum Stadtbezirk Blasewitz gehört.
| Bild           | Bezeichnung | Lage                                   | Datierung | Beschreibung | ID       |
| -------------- | --- | -------------------------------------- | --- | --- | -------- |
| Weitere Bilder | Mietvilla mit Einfriedung | Anton-Graff-Straße 8 (Karte)           | 1906/1907 (Villa)                                                                                                  | repräsentatives Beispiel der frühen Sachlichkeit zwischen Neoklassizismus und Jugendstil, hervorgehoben der straßenseitige Vorbau mit Dreiecksgiebel, der seitliche Eingang und das Zierfachwerk im Obergeschoss, baugeschichtlich und stadtentwicklungsgeschichtlich bedeutend. | 09217070 |
| Weitere Bilder | Mietvilla mit Einfriedung | Anton-Graff-Straße 11 (Karte)          | um 1904 (Villa) | repräsentatives, in Teilen noch historisierendes Gebäude mit Jugendstildekor, besonders aufwendig die symmetrische Straßenfront mit hohem geschwungenen Giebel, Balkonen und überdachtem Eingangsbereich, als markantes und weitgehend ursprünglich erhaltenes Gebäude der Architektur nach 1900 baugeschichtlich und stadtentwicklungsgeschichtlich bedeutend. | 09217071 |
| Weitere Bilder | Mietvilla | Anton-Graff-Straße 12 (Karte)          | 1906/1907 (Villa)                                                                                                  | markanter Eckbau mit bewegter Dachlandschaft und Anbauten, stadtentwicklungsgeschichtlich von Bedeutung. | 09217067 |
| Weitere Bilder | Mietvilla mit Einfriedung | Anton-Graff-Straße 14 (Karte)          | um 1904 (Villa) | repräsentativer Eckbau, hervorgehoben durch übergiebelten Risalit und Loggien, charakteristisches Beispiel der Architektur nach 1900, baugeschichtlich und stadtentwicklungsgeschichtlich bedeutend. | 09217068 |
| Weitere Bilder | Mietvilla mit Einfriedung | Anton-Graff-Straße 15 (Karte)          | 1903 (Villa) | durch Balkone, unterschiedliche Fensterformen, geschwungene Giebel und turmartigen Dachaufbau besonders aufwendig wirkendes repräsentatives Gebäude, vor allem vom Jugendstil geprägt, baugeschichtlich und stadtentwicklungsgeschichtlich bedeutend. | 09217069 |
| Weitere Bilder | Mietvilla mit Einfriedung | Anton-Graff-Straße 19 (Karte)          | bezeichnet 1903 (Villa)                                                                                            | repräsentativer Bau, symmetrische Straßenfront durch verzierte Balkone, Eingang und Jugendstilfassade hervorgehoben, auf Grund seines ursprünglichen Zustands von besonderem baugeschichtlichem Wert, dabei die Ornamentik künstlerisch von Belang, des Weiteren stadtentwicklungsgeschichtlich bedeutend. | 09217072 |
| Weitere Bilder | Mietvilla mit Einfriedung | Anton-Graff-Straße 20 (Karte)          | um 1904 (Villa) | markantes, repräsentative Eckgebäude, hervorgehoben durch turmartige Anbauten, geschwungene Giebel, Loggien usw., baugeschichtlich und stadtentwicklungsgeschichtlich bedeutend. | 09217073 |
| Weitere Bilder | Mietvilla mit Einfriedung in Ecklage | Anton-Graff-Straße 21 (Karte)          | um 1904 (Villa) | markanter und repräsentativer breitgelagerter Bau mit historisierender Fassade, auffällig die Fachwerkzier im Dachbereich, weitere gestalterische Akzente durch Balkone, als weitgehend ursprünglich erhaltenes Wohngebäude aus dem Anfang des 20. Jahrhunderts, baugeschichtlich bedeutend, zudem stadtentwicklungsgeschichtlich von Belang. | 09217074 |
| Weitere Bilder | Mietvilla einschließlich Einfriedung | Anton-Graff-Straße 22 (Karte)          | 1904 (Villa) | opulentes Eckgebäude, besonderer Akzent durch Turmaufsatz mit mehreren kleinen Ziertürmchen zur Anton-Graff-Straße hin, ornamentaler Bauschmuck in historisierender Form, Balkone mit Jugendstilelementen und Dachgaupen beleben die Baugestalt, baugeschichtlich und stadtentwicklungsgeschichtlich bedeutend. | 09217075 |
| Weitere Bilder | Mietvilla mit Einfriedung | Anton-Graff-Straße 24 (Karte)          | um 1905 (Villa), um 1905 (Mietvilla)                                                                               | aufwendiges, repräsentative Eckgebäude mit Risaliten, Erkern und geschwungenen Giebelbekrönungen, besondere gestalterische Akzente durch Holzzierate, Ornamentik, Farbverglasungen usw., anschauliches Beispiel der Architektur nach 1900, baugeschichtlich und stadtentwicklungsgeschichtlich bedeutend. | 09217076 |
| Weitere Bilder | Mietvilla mit Einfriedung | Anton-Graff-Straße 26 (Karte)          | 1905 (Mietvilla)                                                                                                   | Mietvilla mit Einfriedung; repräsentativer, aufwendiger, neobarock anmutender Bau, belebt durch Jugendstilelemente, die symmetrische Straßenfront mit Mittelrisalit, Erker und Eingangsbereich ausgewogen gestaltet, besondere Akzente durch die geschweiften Bekrönungen von Risalit und Erker, künstlerisch sowie baugeschichtlich und stadtentwicklungsgeschichtlich bedeutend. | 09217077 |
| Weitere Bilder | Mietvilla mit Einfriedung in Ecklage | Anton-Graff-Straße 27 (Karte)          | um 1904 (Villa) | repräsentatives Doppelhaus mit Putz-Sandstein-Fassade, belebt durch Jugendstilelemente, Schauseite symmetrisch gestaltet, dabei besondere Akzente durch Mittelrisalit und zwei Ecktürme, auffällig der plastische Schmuck an Giebeln und Turmanbauten, typischer Bau nach der Jahrhundertwende, baugeschichtlich und stadtentwicklungsgeschichtlich bedeutend. | 09217078 |
| Weitere Bilder | Mietvilla mit Einfriedung | Anton-Graff-Straße 28 (Karte)          | 1905 (Mietvilla)                                                                                                   | Mietvilla mit Einfriedung; charakteristischer repräsentativer Bau aus dem Anfang des 20. Jahrhunderts mit historisierenden Elementen und Jugendstilmotiven, bemerkenswert der geschwungene Giebel des Mittelrisalits, die stilisierte Ornamentik usw., anschauliches Beispiel der Architektur nach 1900, baugeschichtlich und stadtentwicklungsgeschichtlich bedeutend. | 09217079 |
| Weitere Bilder | Mietvilla mit Einfriedung | Anton-Graff-Straße 29 (Karte)          | vor 1906 (Mietvilla)                                                                                               | Mietvilla mit Einfriedung; repräsentativer Bau, eines der eigenwilligsten und monumentalsten Beispiele des späten Jugendstils in Dresden, gestalterische Akzente durch die bogenförmige Bekrönung des Mittelrisalits und den vorkragenden Balkonanbau mit ägyptischen Papyrussäulen nachempfundenen Stützen, künstlerisch, baugeschichtlich und stadtentwicklungsgeschichtlich bedeutend sowie mit dem beschriebenen Formenrepertoire singulär. | 09217080 |
| Weitere Bilder | Mietvilla mit Einfriedung | Anton-Graff-Straße 30 (Karte)          | vor 1907 (Mietvilla)                                                                                               | Mietvilla mit Einfriedung; aufwendiges Eckgebäude mit übergiebelten Risaliten, Loggien, Veranden und Erker, belebt durch historisierende Elemente sowie Jugendstilmotive, ansehnliches Beispiel der Architektur nach 1900, baugeschichtlich und stadtentwicklungsgeschichtlich bedeutend. | 09217081 |
| Weitere Bilder | Mietvilla und Einfriedung | Anton-Graff-Straße 31 (Karte)          | vor 1906 (Mietvilla)                                                                                               | Mietvilla und Einfriedung; markanter Bau der Zeit nach 1900, symmetrische, historisierende Putz-Sandstein-Fassade, Akzent durch Mittelrisalit mit Schweifgiebel, Einfriedung in Jugendstilornamentik, Flurausstattung und Treppenhausausstattung, baugeschichtlich und stadtentwicklungsgeschichtlich bedeutend. | 09217082 |
| Weitere Bilder | Weichbildstein | Blasewitzer Straße (Karte)             | bez. 1550 (Weichbildstein)                                                                                         | Weichbildstein mit Wappen und Jahreszahl; ortsgeschichtlich bedeutend, als älteres Zeugnis der Stadtgeschichte zudem mit Seltenheitswert. | 09213788 |
|                | Medizinische Akademie; TU Dresden | Blasewitzer Straße 84; 86 (Karte)      | 1954–1957 (Studentenwohnheim); 1954–1957 (Mensa); bez. 1957 (Deckenbild am Aufgang zum Saal)                       | Studentenwohnheim und Mensa; dreiflügelige Anlage in traditionellen Formen, bauliche Akzente durch klassizistisch anmutenden Eingangsrisalit mit Säulenstellung, Erker, Giebel und Fensterrahmungen, innen Originalzustand gut erhalten, baugeschichtlich und stadtentwicklungsgeschichtlich sowie künstlerisch von Wert. | 09217088 |
| Weitere Bilder | Mietvilla mit Brunnen, Vasenplastik und Einfriedung | Borsbergstraße 1 (Karte)               | bez. 1899, im Giebel (Mietvilla); 1901 (Mietvilla)                                                                 | Mietvilla mit Brunnen, Vasenplastik und Einfriedung einschließlich Torbogen Mietvilla mit Brunnen, Vasenplastik und Einfriedung einschließlich Torbogen; repräsentativer Bau mit aufgelockerter, malerischer Fassadengestaltung, besondere Akzente durch Balkone bzw. Loggien, Erker und rustizierte Wandpartien, belebt von floralen und figuralen Jugendstilmotiven, charakteristisches Beispiel der Architektur um und nach 1900 mit traditioneller Aufrisslösung und Grundrisslösung sowie applizierten Jugendstilmotiven, baugeschichtlich und stadtentwicklungsgeschichtlich bedeutend sowie künstlerisch wertvoll. | 09217109 |
|                | Mietvilla mit Einfriedung | Borsbergstraße 2; 4 (Karte)            | 1903 (Mietvilla)                                                                                                   | symmetrisch gestaltete Doppelvilla mit Putz-Sandstein-Fassade, Akzente durch Schweifgiebel, Ecktürme, Balkone und hervorgehobene Eingänge, verbindet späthistoristische (renaissancistische) Elemente mit Einflüssen des Jugendstils, charakteristischer Bau der Zeit nach 1900, baugeschichtlich und stadtentwicklungsgeschichtlich sowie künstlerisch bedeutend. | 09217111 |
| Weitere Bilder | Mietvilla mit Einfriedung | Borsbergstraße 3 (Karte)               | 1903 (Mietvilla)                                                                                                   | Mietvilla mit Einfriedung; typischer Bau der Zeit nach 1900 in späthistoristischen und Jugendstilformen, Akzente durch Eckerker, Giebel und Balkone, die symmetrische Fassade durch Sandsteingliederungen und Fensterbedachungen vor allem auf dem Mittelrisalit belebt, baukünstlerisch sowie baugeschichtlich und stadtentwicklungsgeschichtlich bedeutend. | 09217110 |
|                | Mietvilla mit Einfriedung in Ecklage | Borsbergstraße 6 (Karte)               | um 1904 (Villa) | repräsentatives Doppelhaus mit Putz-Sandstein-Fassade, belebt durch Jugendstilelemente, Schauseite symmetrisch gestaltet, dabei besondere Akzente durch Mittelrisalit und zwei Ecktürme, auffällig der plastische Schmuck an Giebeln und Turmanbauten, typischer Bau nach der Jahrhundertwende, baugeschichtlich und stadtentwicklungsgeschichtlich bedeutend. | 09217078 |
| Weitere Bilder | Mietvilla mit Einfriedung | Borsbergstraße 7 (Karte)               | 1901 (Mietvilla)                                                                                                   | Mietvilla mit Einfriedung; imposanter Eckbau in späthistoristischer und zugleich versachlichter Bauweise um 1900, dabei Formen des Heimatstil (Fachwerk) und Jugendstils einbezogen, Kubatur akzentuiert durch hohe Giebel und Dachreiter, diverse Anbauten wie Erker, Risalite, Balkone und Loggien, erhaltene Originaleinfriedung mit Sandsteinportal, baugeschichtlich und stadtentwicklungsgeschichtlich sowie künstlerisch bedeutend. | 09217113 |
| Weitere Bilder | Mietvilla mit Einfriedung | Borsbergstraße 10 (Karte)              | nach 1900 (Villa)                                                                                                  | späthistoristisches Gebäude mit symmetrischer Fassade, Akzente durch zwei übergiebelte Risalite, florale Schmuckelemente an der Eingangstür, Flurausstattung und Treppenhausausstattung (in Resten), stadtentwicklungsgeschichtlich bedeutend. | 09217115 |
| Weitere Bilder | Mietvilla mit Einfriedung und Ladeneinbau | Borsbergstraße 11 (Karte)              | bez. 1901 (Mietvilla)                                                                                              | Mietvilla mit Einfriedung und Ladeneinbau; aufwendiger, malerisch wirkender Eckbau mit Putz-Sandstein-Fassade, bewegte Baugestalt durch übergiebelte Risalite, turmartige Eckerker, Balkone bzw. Loggien und Eingangsanbauten, Fassade mittels unterschiedlicher Putzarten, Klinker und Sandstein aufgewertet, in Eingangsbereich und Treppenhaus Ausmalung (als Dekorationsmalerei), in ersterem auch Stuckdekor, typischer Bau der Jahrhundertwende, mit Elementen von Historismus, Heimatstil und Jugendstil, baugeschichtlich und stadtentwicklungsgeschichtlich sowie künstlerisch bedeutend. | 09217114 |
|                | Mietvilla mit Einfriedung | Borsbergstraße 12 (Karte)              | um 1900 (Villa) | charakteristischer Bau der Jahrhundertwende mit historisierenden und Jugendstilelementen, symmetrische Putz-Sandstein-Fassade, bauliche Akzente durch aufwendigen Mittelrisalit einschließlich Giebelabschluss und Türmchenabschluss, Balkone an Seitenachsen, Auflockerung durch diverse Fensterformen, plastischer Bauschmuck überwiegend an Risalit und Portal, baugeschichtlich und stadtentwicklungsgeschichtlich bedeutend. | 09217116 |
|                | Pfarrhaus der Herz-Jesu-Gemeinde mit Einfriedung | Borsbergstraße 13 (Karte)              | nach 1900 (Pfarrhaus)                                                                                              | markantes, um die Jahrhundertwende entstandenes Gebäude, baugeschichtlich, ortsgeschichtlich und siedlungsgeschichtlich bedeutend | 09217180 |
| Weitere Bilder | Mietvilla mit Einfriedung | Borsbergstraße 14 (Karte)              | um 1905 (Villa) | markantes Eckgebäude mit Putz-Sandstein-Fassade, historisierende und Jugendstilformen, Akzente durch übergiebelte Risalite, Eckturm und Balkone, plastischer Schmuck auf Erdgeschoß und Giebel beschränkt, typischer Bau Anfang des 20. Jahrhunderts, baugeschichtlich und stadtentwicklungsgeschichtlich bedeutend. | 09217117 |
|                | Villa mit Einfriedung | Comeniusstraße 50 (Karte)              | 1924–1925 (Villa)                                                                                                  | charakteristischer, traditionalistisch gestalteter Bau der zwanziger und dreißiger Jahre mit ausgewogener Fassadengestaltung und ausgebautem Walmdach, innen beträchtliche Teile der einstigen Ausstattung, baugeschichtlich und stadtentwicklungsgeschichtlich sowie künstlerisch bedeutend. | 09217136 |
|                | Einfriedung | Comeniusstraße 50a; 50b (Karte)        | 1910 (Garteneinfriedung)                                                                                           | aufwendige Anlage aus den Materialien Sandstein und Gusseisen, belebt durch wechselnde Formen, baugeschichtlich und künstlerisch bedeutend. | 09217137 |
|                | Mietshaus mit Einfriedung | Dürerstraße 116 (Karte)                | um 1905 (Mietshaus)                                                                                                | Mietshaus mit Einfriedung in offener Bebauung; repräsentativer späthistoristischer Bau mit Putz-Sandstein-Fassade, akzentuierter Mittelrisalit mit renaissancistisch nachempfundenem Aufsatz und Balkonen, schlichter Bauschmuck, zum Beispiel Blendarkaden an Balkon, typischer versachlichter Bau mit stilisierten Historismuselementen nach 1900, Reste der Flurausstattung und Treppenhausausstattung, baugeschichtlich und stadtentwicklungsgeschichtlich bedeutend. | 09217141 |
|                | Wohnhausgruppe aus vier Mietshäusern, mit Einfriedung | Fetscherplatz 4; 5; 6; 7 (Karte)       | 1902 (Mietshaus)                                                                                                   | gestalterisch und städtebaulich zusammenhängende, symmetrisch gestaltete Baugruppe an der Ostseite des Fetscherplatzes mit repräsentativen Sandsteinfassaden, Akzente durch Risalite, Eckerker, Dachgaupen, Giebel, hervorgehobene Eingangsbereiche und Loggien, die Ornamentik zwischen Historismus und Jugendstil konzentriert sich vor allem auf den hervorgehobenen Bauteilen, Flurausstattungen und Treppenhausausstattungen, charakteristisches Beispiel für Architektur nach 1900, die trotz des vorherrschenden Repräsentationsbedürfnisses um eine versachlichte und zweckmäßigere Baugestaltung bemüht war, baugeschichtlich, künstlerisch, städtebaulich und stadtentwicklungsgeschichtlich bedeutend. | 09217145 |
| Weitere Bilder | 6. Mittelschule; POS »Otto Grotewohl«; 6. Mittelschule »J. A. Comenius« | Fetscherstraße 2 (Karte)               | 1957–1959 (Schule)                                                                                                 | Schulanlage aus Hauptklassentrakt, zwei Pavillons, Zwischenbauten, Turnhalle und Vorplatzgestaltung; in Mischbauweise mit Sandsteinskelettverblendung errichtet, einer der ersten Schulneubauten nach dem Zweiten Weltkrieg, zudem gestalterisch anspruchsvollstes Beispiel aus der DDR-Zeit, baugeschichtlich und künstlerisch bedeutend. | 09300798 |
|                | Einfriedung | Fetscherstraße 22 (Karte)              | um 1905 (Einfriedung)                                                                                              | aufwendige gusseiserne Arbeit mit teilweise bizarren Motiven, baugeschichtlich und künstlerisch bedeutend. | 09217149 |
| Weitere Bilder | Mietvilla mit Einfriedung | Fetscherstraße 24 (Karte)              | um 1900 (Villa) | aufwendige symmetrische Klinker-Sandstein-Fassade mit historisierenden Formen, besondere Akzente durch Mittelrisalite und seitliche Balkone, typischer herrschaftlicher Wohnbau um 1900, baugeschichtlich und stadtentwicklungsgeschichtlich sowie künstlerisch von Bedeutung. | 09217150 |
| Weitere Bilder | Mietvilla mit Einfriedung | Fetscherstraße 26 (Karte)              | um 1900 (Villa) | typischer später Historismusbau mit symmetrischer Klinker-Sandstein-Fassade, Akzente durch übergiebelten Mittelrisalit und Balkone, prägnanter stilisierter Bauschmuck, Flur- und Treppenhausausstattung, charakteristisches Beispiel für Architektur um 1900, baugeschichtlich und stadtentwicklungsgeschichtlich von Bedeutung. | 09217151 |
| Weitere Bilder | Hotel Artushof, ehem. Hotel Ostrava | Fetscherstraße 30 (Karte)              | 1899 (Hotel) | Hotel und Restaurant mit Einfriedung; markantes späthistoristisches Eckgebäude mit repräsentativer, reicher Klinkerfassade, besondere Akzente durch Eckrisalit mit Dachreiter, Erker, Giebel und kunstvoll gestaltete Fenstergewände, wohl einer der bemerkenswertesten Jahrhundertwendebauten in Dresden, Klinkerfassade in dieser Form zudem unverwechselbar und selten, baugeschichtlich, künstlerisch und stadtentwicklungsgeschichtlich bedeutend sowie singulär. | 09217152 |
|                | Mietvilla mit Einfriedung | Fetscherstraße 36 (Karte)              | um 1897 (Mietvilla)                                                                                                | Mietvilla mit Einfriedung; repräsentatives Eckgebäude in historistischer Bauweise mit Anklängen an deutsche Renaissance, aufwendige Klinker-Sandstein-Fassade, besondere Akzente durch Giebel, Balkone, Erker, Eingangsportal u.a., Flurausstattung und Treppenhausausstattung, bemerkenswertes und gestalterisch qualitätvolles Beispiel der Architektur Ende des 19. Jahrhunderts, baugeschichtlich und stadtentwicklungsgeschichtlich sowie künstlerisch von Bedeutung. | 09217153 |
|                | Wohnanlage | Gabelsbergerstraße 27; 27a; 29 (Karte) | 1930 (Mehrfamilienwohnhaus)                                                                                        | Wohnanlage; typischer sachlich-funktionaler Gebäudekomplex des Wohnungsbaus der 1920er/1930er Jahre in Deutschland, zudem eines der wenigen in früheren Zeiten von einer Architektin geschaffenen baulichen Zeugnisse in Dresden und darüber hinaus baugeschichtlich und stadtentwicklungsgeschichtlich von Bedeutung sowie singulär, heute Stiftung Frauenwohnungshilfe Ortsverein Dresden. | 09217161 |
| Weitere Bilder | Mietshaus mit Einfriedung | Gluckstraße 3 (Karte)                  | um 1895 (Mietshaus)                                                                                                | Mietshaus mit Einfriedung in Ecklage und in offener Bebauung; aufwendiger herrschaftlicher Wohnbau des Historismus mit Anklängen an italienische und deutsche Renaissance, besondere Akzente durch Mittelrisalit und Balkone, Putzquaderung im Erdgeschoß, baugeschichtlich und stadtentwicklungsgeschichtlich sowie künstlerisch bedeutend. | 09217165 |
|                | Mietvilla mit Einfriedung | Haydnstraße 18 (Karte)                 | um 1905 (Mietvilla)                                                                                                | Mietvilla mit Einfriedung; repräsentatives Gebäude mit traditionellem Fassadenaufriss, Sandstein-Putz-Fassade, belebt durch Eckerker mit Türmchen, Balkone und erhöhten Giebel, sparsamer Bauschmuck, Flurausstattung und Treppenhausausstattung, anschauliches Beispiel der bereits versachlichten Architektur nach 1900, mit Elementen von Historismus sowie Heimatstil und Jugendstil, baugeschichtlich und stadtentwicklungsgeschichtlich sowie künstlerisch bedeutend. | 09217174 |
|                | Mietvilla mit Einfriedung | Haydnstraße 19 (Karte)                 | um 1905 (Mietvilla)                                                                                                | Mietvilla mit Einfriedung; repräsentatives Gebäude mit symmetrischer Putz-Sandstein-Fassade, besondere Akzente durch Mittelrisalit mit Giebelabschluss und Turmabschluss, Balkone sowie Eckerker, traditioneller Geschossbau mit Formen des späten Jugendstils, Beispiel für versachlichte Architektur um 1905, baugeschichtlich und stadtentwicklungsgeschichtlich von Bedeutung. | 09217175 |
|                | Verwaltungsbau | Henzestraße 14 (Karte)                 | um 1960 (Verwaltungsgebäude)                                                                                       | schlichter funktionalistischer Bau der frühen 1960er Jahre, besondere Akzente durch vertikale Treppenhausbelichtung und markante Sgraffitodarstellungen am Eingangsbereich, baugeschichtlich und stadtentwicklungsgeschichtlich von Bedeutung. | 09217181 |
|                | Mietvilla | Henzestraße 16 (Karte)                 | um 1910 (Villa) | repräsentativer Bau mit Putz-Fassade und Sandsteingliederung, besondere Akzente durch Eingangsportikus, Fachwerkelemente, viele unterschiedliche Fensterformen, auffallend die Bleiglasfenster im Erdgeschoss, anschauliches Beispiel der Architektur um 1910, baugeschichtlich und stadtentwicklungsgeschichtlich sowie künstlerisch von Bedeutung. | 09217182 |
|                | Villa mit Einfriedung | Heubnerstraße 12 (Karte)               | | für die Wohnhausarchitektur der späten zwanziger Jahre repräsentativer Bau mit Walmdach, Anbauten, überdachtem Eingangsbereich, Balkonen und sparsamem Bauschmuck, besonderer Akzent durch expressionistische Fensterform neben Eingang, ornamentale Vergitterung an Haustür, baugeschichtlich und stadtentwicklungsgeschichtlich bedeutend. | 09217200 |
|                | Mietshaus in offener Bebauung | Holbeinstraße 84 (Karte)               | nach 1905 (Mietshaus)                                                                                              | Mietshaus in offener Bebauung; repräsentativer, monumentaler Bau, dominiert durch stark überhöhten Mittelrisalit einschließlich Fenstergalerie, charakteristisches Gebäude der versachlichten Architektur um 1905 mit zeittypischer Malerei (Schablonierung) insbesondere im Traufbereich, mit symmetrischen, gestalterisch hervorgehobenen Fensterachsen und Eingang mit neoklassizistischen Elementen, baugeschichtlich und stadtentwicklungsgeschichtlich sowie künstlerisch bedeutend. | 09217201 |
|                | Mietvilla | Huttenstraße 10 (Karte)                | nach 1880 (Villa)                                                                                                  | Mietvilla; zweigeschossiges Gebäude mit Putzbau, Mittelrisalit erhöht, symmetrische Fassade in späthistoristischer Ausführung, Elemente des Klassizismus erkennbar, besonderer Akzent mittels Veranda und Treppe vor dem Erdgeschoß, baugeschichtlich und stadtentwicklungsgeschichtlich bedeutend. | 09217202 |
|                | Mietshaus in geschlossener Bebauung | Krenkelstraße 2 (Karte)                | 1905/1909 (Mietshaus)                                                                                              | repräsentatives Eckgebäude mit Sandsteinfassade, in Baukubatur und Gestaltung den angrenzenden Bauten ähnlich, ornamental reich geschmückt, hervorgehoben durch risalitartige Vorsprünge, Erker und Balkone, charakteristisches Beispiel für die Hinwendung zur Sachlichkeit nach der Jahrhundertwende, ohne auf Bauschmuck verzichten zu müssen (moderate Moderne), Flurausstattung und Treppenhausausstattung der Erbauungszeit gut erhalten, baugeschichtlich und stadtentwicklungsgeschichtlich sowie künstlerisch bedeutend. | 09217211 |
| Weitere Bilder | Mietvilla mit Einfriedung | Krenkelstraße 3 (Karte)                | bezeichnet 1904 (Mietvilla)                                                                                        | repräsentativer Bau mit asymmetrischer Putz-Sandstein-Fassade, besonders reich (u.a. mit Fachwerk) verzierter und übergiebelter Mittelrisalit, neben historisierenden Formen vor allem in Bauplastik Jugendstilmotive, Kubatur belebt durch Balkone und Gaupen, charakteristischer Mietvillenbau nach 1900, anschauliches Beispiel für Synthese zwischen Jugendstil, nachlebendem Historismus und Heimatstil, hier zudem stadtentwicklungsgeschichtlich signifikanter Übergang von einem Gebiet mit Villenbebauung zur Blockrandbebauung mit Mietshäusern, baugeschichtlich und stadtentwicklungsgeschichtlich sowie künstlerisch bedeutend. | 09217212 |
|                | Mietshaus in geschlossener Bebauung | Krenkelstraße 4 (Karte)                | um 1904 (Mietshaus)                                                                                                | leicht asymmetrische Sandsteinfassade durch risalitartige Vorsprünge mit Balkonachsen flankiert, sparsamer Bauschmuck, Eingangstür, Schlussstein über bogenförmigem Portal sowie Balkonkonsolen, Balkonbrüstungen und Gitter in Jugendstilformen, charakteristisches Beispiel für Versachlichung der Architektur nach 1900, baugeschichtlich und stadtentwicklungsgeschichtlich bedeutend. | 09217213 |
|                | Mietvilla mit Einfriedung | Krenkelstraße 5 (Karte)                | 1904/1905 (Villa)                                                                                                  | asymmetrische Sandstein-Putz-Fassade belebt durch Risalit mit Giebel, Turm, Erker und Balkon, besondere Akzente durch florale und stilisierte Jugendstilmotive, auffällig auch die variantenreichen Fensterabschlüsse, Flurausstattung und Treppenhausausstattung, baugeschichtlich und stadtentwicklungsgeschichtlich sowie künstlerisch bedeutend. | 09217214 |
|                | Mietshaus in geschlossener Bebauung | Krenkelstraße 6 (Karte)                | vor 1905 (Mietshaus)                                                                                               | fast symmetrische Sandsteinfassade, aufgelockert durch zwei Balkonachsen mit Giebelbekrönungen, sparsamer plastischer Schmuck, Eingangstür, Schlussstein über bogenförmigem Portal und Balkongitter in Jugendstilformen, charakteristisches Beispiel für die Hinwendung zur Sachlichkeit in der Architektur nach 1900, Flurausstattung und Treppenhausausstattung aus der Entstehungszeit, baugeschichtlich und stadtentwicklungsgeschichtlich bedeutend. | 09217215 |
| Weitere Bilder | Mietvilla mit Einfriedung | Krenkelstraße 7 (Karte)                | 1904–1905 (Mietvilla)                                                                                              | repräsentatives Gebäude mit symmetrischer und zugleich malerischer Putz-Sandstein-Fassade, besonders hervorgehoben der breite Mittelrisalit mit hohem Giebel und reicher, geradezu üppiger Jugendstilornamentik, des Weiteren Holzbalkone und Eckerker, markantes Beispiel eines herrschaftlichen Wohnhauses nach 1900 mit traditioneller Aufrisslösung und Grundrisslösung (traditioneller Geschossbau) sowie applizierten Jugendstilmotiven, darunter wenige historisierende Elemente, Flurausstattung und Treppenhausausstattung mit Deckengemälde (Malerei) im Eingangsbereich, Fliesen, Stuckdekor usw., baugeschichtlich und stadtentwicklungsgeschichtlich sowie künstlerisch bedeutend. | 09217216 |
|                | Mietshaus in geschlossener Bebauung, mit Ladeneinbau | Krenkelstraße 8 (Karte)                | um 1905 (Mietshaus)                                                                                                | Mietshaus in geschlossener Bebauung, mit Ladeneinbau; Gebäude mit schlichter, symmetrischer Sandsteinfassade, dominiert durch giebelbekrönten Mittelrisalit und diesen flankierende Erker, in die Balkone integriert sind, zurückhaltender Bauschmuck, charakteristisches Beispiel für die versachlichte Architektur nach 1900, Flurausstattung und Treppenhausausstattung, baugeschichtlich und stadtentwicklungsgeschichtlich bedeutend. | 09217217 |
|                | Mietvilla mit Einfriedung | Krenkelstraße 9 (Karte)                | bezeichnet 1905 (Villa)                                                                                            | repräsentatives Wohnhaus aus dem Anfang des 20. Jahrhunderts mit historisierenden Elementen und Motiven von Heimatstil und Jugendstil, asymmetrische Putz-Sandstein-Fassade, hervorgehoben durch übergiebelten Risalit, Erker und Balkone, reichen Bauschmuck, besonderer Akzent durch Fachwerkgiebel, baugeschichtlich und stadtentwicklungsgeschichtlich sowie künstlerisch bedeutend. | 09217218 |
|                | Mietshaus in geschlossener Bebauung | Krenkelstraße 10 (Karte)               | um 1905 (Mietshaus)                                                                                                | analog zu den benachbarten Häuser Beispiel für versachlichte Architektur nach 1900, fast symmetrische Sandsteinfassade, belebt durch zwei Balkonachsen, auffällig zwei Fensterbekrönungen mit reliefierten Köpfen, baugeschichtlich und stadtentwicklungsgeschichtlich bedeutend. | 09217219 |
|                | Mietshaus in geschlossener Bebauung, mit Ladeneinbau | Krenkelstraße 12 (Karte)               | nach 1905 (Mietshaus)                                                                                              | markantes Eckgebäude mit risalitartigen Vorsprüngen, Eckerker einschließlich Turmaufbau, Giebeln und Loggien, Sandsteinfassade, vorhandene Ornamentik konzentriert auf Giebeln, Eingangstür und Erkerkonsolen, variantenreiche Fensterformen, etwas aufwendigeres Beispiel der versachlichten Architektur nach 1900, baugeschichtlich und stadtentwicklungsgeschichtlich sowie künstlerisch bedeutend. | 09217220 |
| Weitere Bilder | Lipsiusdenkmal | Lipsiusstraße (Karte)                  | bezeichnet 1912 (Denkmal)                                                                                          | übermannshohe Sandsteinstele mit Inschrift und Ornamentik im Jugendstil, ortsgeschichtlich und personengeschichtlich sowie künstlerisch bedeutend. | 09217222 |
| Weitere Bilder | Mietvilla | Lipsiusstraße 12 (Karte)               | um 1905 (Villa) | repräsentatives, symmetrisch gestaltetes Gebäude mit zwei Eingangsvorhallen, ausgebautem, vielgestaltigen Mansarddach und Sandsteinfassade, dominiert durch gestalterisch hervorgehobenen Mittelrisalit, Bauschmuck zurückhaltend, Beispiel der versachlichten Architektur nach 1900 mit stilisierten historisierenden sowie Jugendstilmotiven, baugeschichtlich und stadtentwicklungsgeschichtlich sowie künstlerisch bedeutend. | 09217221 |
| Weitere Bilder | Mietvilla mit Einfriedung | Reinickstraße 1; 3 (Karte)             | um 1904 (Mietvilla)                                                                                                | repräsentative Doppelvilla mit symmetrisch übergiebeltem Risalit, Ecktürmchen und Balkonen, Putz-Sandstein-Fassade belebt durch sparsamen Bauschmuck, traditioneller Geschossbau mit ornamentalen und stilisierten Jugendstilelementen, typisches Beispiel für versachlichte Architektur nach 1900, baugeschichtlich und stadtentwicklungsgeschichtlich bedeutend. | 09217257 |
| Weitere Bilder | Mietvilla mit Einfriedung | Reinickstraße 2 (Karte)                | 1905/1906 (Mietvilla)                                                                                              | repräsentatives Gebäude mit Putz-Sandstein-Fassade, historistische Gestaltung bereichert durch Heimatstilelemente wie Fachwerkgiebel und florale sowie figurale Jugendstilornamentik, baugeschichtlich und stadtentwicklungsgeschichtlich sowie künstlerisch bedeutend. | 09217263 |
| Weitere Bilder | Mietvilla mit Nebengebäude und Einfriedung | Reinickstraße 4 (Karte)                | um 1904 (Mietvilla)                                                                                                | repräsentatives Gebäude der Zeit nach 1900, stilisierter, zurückhaltender Bauschmuck, besondere Akzente durch unterschiedliche Fensterformen sowie ausgefallene Eckgestaltungen an der Straßenseite, baugeschichtlich und stadtentwicklungsgeschichtlich bedeutend. | 09217264 |
| Weitere Bilder | Mietvilla mit Einfriedung | Reinickstraße 5 (Karte)                | vor 1904 (Mietvilla)                                                                                               | markantes Eckgebäude mit belebter Dachlandschaft, übergiebelten Risaliten, Eckturm, Gaupen, Putz-Sandstein-Fassade, aufgelockert durch Balkone, Erker und Loggien, Schmuckelemente an Fenstern und hervorgehobenen Bauteilen im Jugendstil, charakteristisches Gebäude nach 1900, Flurausstattung und Treppenhausausstattung, baugeschichtlich und stadtentwicklungsgeschichtlich sowie künstlerisch bedeutend. | 09217265 |
| Weitere Bilder | Mietvilla mit Einfriedung | Reinickstraße 7 (Karte)                | vor 1904 (Mietvilla)                                                                                               | äußerlich eher schlicht gehaltener Bau mit Gestaltungselementen des Historismus und des Jugendstils, dekoratives Einfriedungsportal, Sandstein-Putz-Fassade belebt durch Loggien, Balkone und Erker, reiche Flurausstattung und Treppenhausausstattung, markantes Beispiel für Architektur nach 1900, baugeschichtlich und stadtentwicklungsgeschichtlich sowie künstlerisch bedeutend. | 09217267 |
| Weitere Bilder | Mietvilla mit Einfriedung | Reinickstraße 8 (Karte)                | 1903 (Mietvilla)                                                                                                   | repräsentatives, breitgelagertes Gebäude mit übergiebelten Risaliten und Balkonen, traditionelle Kubatur, Putz-Sandstein-Fassade, teilweise aufwendige Jugendstilelemente auf Fronten appliziert, markantes Beispiel für Architektur nach 1900, Flurausstattung und Treppenhausausstattung mit Ausmalungen (Malerei) und Stuckdekor, baugeschichtlich und stadtentwicklungsgeschichtlich sowie künstlerisch bedeutend. | 09217268 |
| Weitere Bilder | Mietvilla mit Einfriedung | Reinickstraße 9 (Karte)                | 1903 (Mietvilla)                                                                                                   | repräsentatives Gebäude mit traditioneller Kubatur, abgesehen davon Jugendstilmotive wie der asymmetrisch gestaltete, breite Mittelrisalit, die Balkons, der figurale, florale sowie ornamentale Fassadenschmuck und der grobkörnige Putz bestimmend, Eingangsbereich hervorgehoben, charakteristisches und gestalterisch bemerkenswertes Beispiel der Architektur nach 1900, Flurausstattung und Treppenhausausstattung, baugeschichtlich und stadtentwicklungsgeschichtlich sowie künstlerisch bedeutend. | 09217269 |
| Weitere Bilder | Mietvilla mit Einfriedung | Reinickstraße 10 (Karte)               | 1903 (Mietvilla)                                                                                                   | ausgesprochen repräsentatives Gebäude mit asymmetrischer Fassade, dominiert von risalitartigem, übergiebeltem Mittelteil, weitere Akzentsetzung durch aufwendige Loggien und Balkone, der reiche bauplastische Schmuck konzentriert sich auf den hervorgehobenen Bauteilen (auch an den Seiten), charakteristischer und gestalterisch bemerkenswerter Bau der Architektur nach 1900 mit traditioneller Kubatur, die jedoch von gliedernden und schmückenden Jugendstilelementen bereits bestimmt wird, auch die Flurausstattung und Treppenhausausstattung mit reichen Malereien im Jugendstil, die Malereien wohl die aufwendigsten in Dresden, baugeschichtlich, künstlerisch und stadtentwicklungsgeschichtlich bedeutend sowie singulär. | 09217270 |
| Weitere Bilder | Mietvilla mit Einfriedung | Reinickstraße 11 (Karte)               | 1903 (Mietvilla)                                                                                                   | repräsentativer Bau mit historisierender Putz-Sandstein-Fassade, durch aufwendige plastische Arbeiten in Jugendstilformen bereichert, hoher straßenseitiger Fachwerkgiebel als Reminiszenz an den Heimatstil, hervorgehobener Eingang, reiche Flurausstattungen und Treppenhausausstattung u. a. mit Ausmalung, charakteristisches und gestalterisch bemerkenswertes sowie unverwechselbares Beispiel der Architektur nach 1900, baugeschichtlich und stadtentwicklungsgeschichtlich sowie künstlerisch bedeutend. | 09217271 |
| Weitere Bilder | Mietvilla mit Einfriedung | Reinickstraße 13 (Karte)               | 1905 (Mietvilla)                                                                                                   | repräsentativer Bau mit Putz-Sandstein-Fassade, vereint Historismus mit Heimatstil und Jugendstil, besonderer Akzent durch übergiebelten Mittelrisalit, wichtigste Gestaltungselemente Fachwerk und Holzzierat an Erkern und Balkonen, zurückhaltender Fassadenschmuck, typischer Bau der Zeit nach 1900, baugeschichtlich und stadtentwicklungsgeschichtlich bedeutend. | 09217272 |
| Weitere Bilder | Villa mit Nebengebäude und Einfriedung | Rudolf-Mauersberger-Straße 1 (Karte)   | um 1925 (Villa) | schlichter, zweigeschossiger Putzbau mit Walmdach, bereichert durch wenige Schmuckelemente im Art déco, charakteristisches Beispiel der Architektur um 1925 mit traditioneller Kubatur sowie zeittypischer Fassadengestaltung, baugeschichtlich und stadtentwicklungsgeschichtlich bedeutend. | 09217273 |
| Weitere Bilder | Walderseeplatz; Stresemannplatz | Stresemannplatz (Karte)                | ab 1903 Bebauung Walderseeplatz (Schmuckplatz)                                                                     | Schmuckplatz; hufeisenförmige Anlage, in großen Teilen unzerstört erhalten, hoher Authentizitätswert, typisches Beispiel einer Reformanlage, städtebaulich wie auch gartenkünstlerisch von Bedeutung. | 09306564 |
| Weitere Bilder | Mietvilla mit Einfriedung | Stresemannplatz 1 (Karte)              | nach 1905 (Mietvilla)                                                                                              | herrschaftlicher Wohnbau mit Giebeln, Erkern, Balkons, Eingangsbereich u. a. durch frei stehende Pforte hervorgehoben, Putz-Sandstein-Fassade belebt von geradezu üppigem Dekor in historisierenden und Jugendstilformen, charakteristisches und gestalterisch bemerkenswertes Beispiel der Architektur nach 1900, baugeschichtlich, künstlerisch, städtebaulich und stadtentwicklungsgeschichtlich bedeutend. | 09217275 |
|                | Mietvilla mit Einfriedung | Stresemannplatz 2 (Karte)              | 1906 (Mietvilla)                                                                                                   | herrschaftlicher Wohnbau mit turmartigen Anbauten, Giebeln, Loggien und Balkons, Putz-Sandstein-Fassade durch Formen des vereinfachten späten Jugendstils belebt, markante Ecklösungen, Eingang gestalterisch hervorgehoben, charakteristisches und in seiner Gestaltung bemerkenswertes Beispiel der Architektur von 1906, baugeschichtlich, künstlerisch, städtebaulich und stadtentwicklungsgeschichtlich bedeutend. | 09217276 |
|                | Mietvilla, sogen. Walderseeschlößchen | Stresemannplatz 3 (Karte)              | 1906 (Mietvilla)                                                                                                   | Mietvilla, Einfriedung und Zugang mit Torpfeilern sowie zwei Löwenfiguren; innen im Eingangsbereich und im Treppenhaus Stuckdekor und Ausmalungen (als Dekorationsmalerei), herrschaftlicher, breitgelagerter Wohnbau mit symmetrisch gestalteter Putz-Sandstein-Fassade, bewegter Dachlandschaft, turmartigen Eckerkern, Mittelrisalit, Giebel, Balkons u. a., belebt durch Jugendstilornamentik von barocker Fülle, baugeschichtlich, künstlerisch, städtebaulich und stadtentwicklungsgeschichtlich bedeutend. | 09217277 |
|                | Einzeldenkmal der Sachgesamtheit Großer Garten: ehemaliger Lustgarten, heute Parkanlage einschl. der angrenzenden Promenaden und Alleen (Einzeldenkmal der Sachgesamtheit ID-Nr. 09214104, Altstadt II) | Stübelallee (Karte)                    | 1676–1679 (Jagdgarten/Jagdpark), 1715–1720 (Umgestaltung und Erweiterung), 1900 (Stübelallee), 1911 (Karcherallee) | Einzeldenkmal der Sachgesamtheit Großer Garten: ursprünglich barocke, mehrfach umgestaltete Gartenanlage einschließlich Lennéstraße, Stübelallee, Karcherallee, Tiergartenstraße und Lennéplatz in Teilen, mit Palais, Kavaliershäusern, den Fundamenten des Kavaliershauses E unter einem Sandplatz, der Sockelzone des Kavaliershauses H von Promenade mit Pergola überbaut, Theatern, Freilichtbühne, Nabeshima-Haus, Brücken, Brunnen, Skulpturen, Vasen, weiteren Gartenarchitekturen, See, Bassin und Teichen (Carolasee, Neuer Teich, Palaisteich usw.), Kanal, Parterres, Wiesen, Gärten (u. a. Botanischer), Baumbestand, Bepflanzung (siehe auch Hauptallee 4b, 5, 6, 7, 8, 10, 12, Herkulesallee 1, Karcherallee 8, 10, Stübelallee 2 usw.), außerdem westliche Verlängerung der Herkulesallee, Bodenintarsie »Engel der Kulturen« ist nicht Teil des Kulturdenkmales, als eine der bedeutetensten sächsischen Parkanlagen Sachsens von besonderer gartenhistorischer und gartenkünstlerischer Bedeutung. | 09306817 |
| Weitere Bilder | Weichbildstein | Teutoburgstraße (Karte)                | bez. 1729 (Weichbildstein)                                                                                         | Weichbildstein mit Wappen und Jahreszahl; ortsgeschichtlich bedeutend, als älteres Zeugnis der Stadtgeschichte zudem mit Seltenheitswert. | 09213787 |
| Weitere Bilder | Mietvilla mit Einfriedung | Wallotstraße 20 (Karte)                | 1903 (Mietvilla)                                                                                                   | repräsentatives, breitgelagertes Eckgebäude, aufgelockert durch Vorbauten, seitlichen Risalit, Eckturm, Schweifgiebel und Balkone, Risalitgiebel mit Fachwerk, weitere Akzentsetzung durch verzierte Fenster in unterschiedlichen Formen, charakteristisches und gestalterisch bemerkenswertes Beispiel eines Wohnbaus nach 1900 mit traditioneller Kubatur, jedoch von Heimatformen und Jugendstilformen geprägt, baugeschichtlich und stadtentwicklungsgeschichtlich sowie künstlerisch bedeutend. | 09217294 |
|                | Mietvilla mit Einfriedung | Wallotstraße 22 (Karte)                | 1903 (Mietvilla)                                                                                                   | repräsentativer, massiger Bau, Sandstein-Putz-Fassade mit Elementen des Historismus und der frühen Moderne nach 1900, baubestimmend der pavillonartige Eckbau, repräsentativer Eingangsbereich, gestalterisch eigenwilliges Beispiel der Architektur Anfang des 20. Jahrhunderts, baugeschichtlich und stadtentwicklungsgeschichtlich bedeutend sowie in dieser Form singulär. | 09217295 |
| Weitere Bilder | Mietvilla mit Einfriedung | Wallotstraße 27 (Karte)                | 1903 (Mietvilla)                                                                                                   | repräsentatives Wohngebäude Anfang des 20. Jahrhunderts mit symmetrischer Sandstein-Putz-Fassade, dominiert von Mittelrisalit mit markantem Schweifgiebel, hier auch der Großteil des Bauschmucks aus historisierenden und Jugendstilelementen, Flurausstattung und Treppenhausausstattung mit bemerkenswerter Jugendstildekoration, baugeschichtlich, künstlerisch und stadtentwicklungsgeschichtlich bedeutend. | 09217296 |
| Weitere Bilder | Mietvilla mit Einfriedung | Wallotstraße 29 (Karte)                | 1903 (Mietvilla)                                                                                                   | repräsentatives Wohngebäude nach 1900 mit symmetrischer Putz-Sandstein-Fassade, Mittelrisalit von geschwungenem und verziertem Giebelabschluss bekrönt, Seitenachsen durch Balkone hervorgehoben, zurückhaltende historisierende und Jugendstilornamentik, Flurausstattung und Treppenhausausstattung, baugeschichtlich und stadtentwicklungsgeschichtlich sowie künstlerisch bedeutend. | 09217297 |
| Weitere Bilder | Mietvilla mit Einfriedung und frei stehender Pforte | Wallotstraße 31 (Karte)                | bezeichnet 1902 (Mietvilla)                                                                                        | herrschaftliches Wohngebäude aus dem Anfang des 20. Jahrhunderts mit historisierenden Elementen und Formen von Heimatstil (Fachwerk) und Jugendstil (Ornamentik und Balkone), dabei malerische Auflockerung der bereits vor 1900 üblichen, eher blockhaften Kubatur, Akzente u.a. durch Balkone, Ziergiebel, original erhaltene Flurausstattung und Treppenhausausstattung im Jugendstil mit Dekorationsmalerei, baugeschichtlich, künstlerisch und stadtentwicklungsgeschichtlich bedeutend. | 09217298 |
|                | Mietvilla mit Einfriedung | Wallotstraße 35 (Karte)                | bezeichnet 1904 (im Adler)                                                                                         | opulenter, breitgelagerter Bau, Sandstein-Putz-Fassade in historisierendem Gewand, belebt durch Eckrisalit, Giebel, Erker, Balkone und Dachaufbauten, wenig Schmuck, Akzent durch Adlerfigur über Eingang, baugeschichtlich und stadtentwicklungsgeschichtlich bedeutend. | 09217299 |

## Ausführliche Denkmaltexte
1. ↑  
Denkmaltext 

Das Dresdner Universitätsklinikum Carl Gustav Carus bildet einen großzügig angelegter Gebäudekomplex im so genannten Birkenwäldchen zwischen Fetscherstraße, Fiedlerstraße, Schubertstraße und Pfotenhauerstraße. Dessen Kernbebauung, das Stadtkrankenhaus Johannstadt, entstand nach Plänen Edmund Bräters von 1898–1901. Der Haupteingang des Krankenhauses befand sich an der Fetscherstraße. Der Komplex wurde 1903 durch eine Frauenklinik ergänzt. Gestalterisch höchst anspruchsvoll war die 1930 hinzu gekommene Kinderklinik von Stadtbaurat Paul Wolf (Abbruch 1999). 1945 gab es erhebliche Zerstörungen, von denen vor allem die Frauenklinik betroffen war. Seit 1948 wurde die Anlage nach einer Konzeption von Georg Funk wiederhergestellt und bis zum Waldpark erweitert. Sie diente spätestens ab 1954 als Medizinische Akademie. Nach der politischen Wende wurde die Anlage Teil der Technischen Universität Dresden und Universitätsklinikum (1993). Beachtenswert ist das dreigeschossige Verwaltungsgebäude an der Fetscherstraße aus der Entstehungszeit als Stadtkrankenhauses. Es erscheint als Dreiflügelbau in Formen des Jugendstils mit barockisierenden Elementen. Auch die dahinter befindlichen Bauten im Pavillonsystem stammen, wie bereits angedeutet, von Edmund Bräter. Die bis zum Waldpark reichende Gesamtanlage wird seit der Erweiterung nach dem Zweiten Weltkrieg auch von einigen Bauten der frühen DDR, wie der Chirurgischen und Orthopädischen
Klinik, mit ihrer traditionellen und klassizistischen Formensprache geprägt.
Als einstiges Stadtkrankenhaus ist die Anlage von Bedeutung für die Ortsgeschichte. Darüber hinaus bildet sie mit den späteren Erweiterungsbauten, siehe Fetscherstraße 74 (ID-Nr. 09304683, 09304685 und 09304686), Fiedlerstraße 25 und 27, Pfotenhauerstraße 90 und Schubertstraße15 ein vielschichtiges bauliches Zeugnis für die Entwicklung der Architektur um 1900 und im 20. Jahrhundert bis in die 1960er Jahre. Vor allem die frühen Bauten von Edmund Bräter (1855–1925) haben auch einen hohen künstlerischen Anspruch, mit ihren zum Teil aufwendigen Ausstattungselementen, sowohl außen als auch innen (Dehio Dresden 2005, überarbeitet, LfD/2013).
2. ↑  
Denkmaltext 

Die Litfaßsäule am Güntzplatz steht unmittelbar vor der Sparkasse. Die etwa um 1927 entstandene Säule besteht aus einem aufrecht stehenden Zylinder, einem abgetreppten Aufsatz und einer bekrönenden Weltkugel. Der Aufsatz zeigt, für die Zeit typische expressionistische Motive, wie spitze und kantige Formen. Abgesehen vom Zeugniswert für eine Stilrichtung und die Werbeindustrie in den 1920er Jahren ist die Säule am Güntzplatz, soweit bekannt, die letzte vor 1945 entstandene Litfaßsäule in Dresden und eine der wenigen noch erhaltenen älteren Säulen in ganz Sachsen. In den Denkmalverzeichnissen sind insgesamt lediglich 22 derartige Objekte verzeichnet. Der künstlerische Wert der Säule ergibt sich aus seiner besonderen und über das Mittelmaß hinausgehenden gestalterischen Qualität. Bei dem hier zu beurteilenden Objekt handelt es sich um ein Kulturdenkmal vor allem wegen seines kunst- und kulturgeschichtlichen Wertes. Außerdem ist es von singulärer Bedeutung (LfD/2010).
3. ↑  
Denkmaltext 

Bei der Elbpromenade auf Altstädter Seite handelt es sich die Hochuferbefestigung des Käthe-Kollwitz-Ufers und des Terrassenufers zwischen Auenbereich und Fahrbahn. Sie beginnt auf Höhe des Hauses Terrassenufer 16 und läuft mehrere hundert Meter hinter der Albertbrücke aus. Die weitgehend ursprünglich erhaltene Anlage der Promenade entstand vermutlich im Zusammenhang mit der 1875–1877 gebauten Albertbrücke, mit der sie eine funktionale und gestalterische Einheit bildet. Sie besteht aus Sandstein-Stützmauern, Gewölben, Treppenabgängen, wovon zwei unmittelbar in die Brücke einbinden, bekrönenden schmiedeeisernen Geländern, einer dichten Lindenallee oberhalb der Uferbestestigung und einer Eichenreihe unterhalb. Die Mauern sind zum Großteil gegliedert und mit Abdeckplatten versehen. Entsprechend den topographischen Gegeben des Terrassenufers verjüngen sie sich in diesem Bereich nach Südwesten. Die erwähnten Treppenabgänge setzten auch wegen ihres gestalterischen Aufwandes unübersehbare Akzente.
Die Elbpromenade bildet mit Allee, Baumreihe und Hochuferbefestigung ein außerordentlich bedeutendes landschaftsgestalterisches Element im Dresdner Elbraum. Aufgrund des unmittelbaren Zusammenhangs mit der Albertbrücke ist sie auch ein erhaltenswertes Zeugnis der Architektur der zweiten Hälfte des 19. Jahrhunderts. Die Elbpromenade ist wegen ihrer baugeschichtlichen, landschaftsgestalterischen und stadtentwicklungsgeschichtlich Bedeutung ein Kulturdenkmal (LfD/2010, 2015).
4. 1 2 3 4 5  
Denkmaltext 

Die 1887/88 entstandenen Mietshäuser Pfotenhauerstraße 74, 76, 78, 80 und 82 in Dresden-Johannstadt bilden einen bemerkenswerten spätgründerzeitlichen Straßenzug. Er beruht offenbar auf einem einheitlichen planerischen Gedanken. In der breiten Häuserfront (Fassadenabwicklung) gibt es, ausgehend von der Mitte (Pfotenhauerstraße 78), spiegelbildlich gestaltete Gebäude. Abgesehen von Ladeneinbauten und einigen Vereinfachungen stimmen die Pfotenhauerstraße 74 und 82 sowie die Pfotenhauerstraße 76 und 80 gestalterisch überein. Mit dieser städtebaulichen Besonderheit besitzt das Ensemble Pfotenhauerstraße 74 bis 82 in Dresden Seltenheitswert. Eine vergleichbare, symmetrisch aufgebaute Gebäudegruppe ist bisher nur mit den Häusern Leipziger Straße 169, 171, 173, 175, 177, 179 und 181 in Trachau bekannt. Abgesehen davon die Gebäude mit ihrer schmuckreichen, historistischen Fassade ein markantes Beispiel für die Architektur ihrer Zeit und somit baugeschichtlich bedeutend (LfD/2017).
5. ↑  
Denkmaltext 

Nach den historischen Adressbüchern ist das Gebäude Pfotenhauerstraße 107 in Dresden, OT Johannstadt-Nord durch die Stadtgemeinde als Hebestelle für städtische indirekte Abgaben 1902 errichtet worden. Bei Fertigstellung bestand der Bau laut Führer durch das Arbeitsgebiet des Hochbauamtes von 1903 aus Keller-, Erd- und Dachgeschoss und enthielt ein Dienstzimmer und eine aus Stube, Kammer, Küche und Vorraum bestehende Wohnung für einen Einnehmer. Der erste hier wohnhafte Steuereinnehmer war Oswald Straßburger.
Nach dem Dresdner Eingangsabgabenregulativ von 1855 waren beim Einbringen in das Stadtgebiet 25 "in- und zollvereinsländische" Waren einer Abgabe unterworfen: Brot, Backwerk, Bier, Fleisch, Wild, Geflügel, Fische, Vieh, Getreide. In den nachfolgenden Jahren ist dieses Regultiav wohl mehr als einmal neuen Bedingungen angepasst worden, aber um 1900 mussten nach wie vor Eingangsabgaben an der Gemeindegrenze entrichtet werden. Daran erinnert neben der Hebestelle Weinbergstraße 1 / Radeburger Straße nur noch der markante Fachwerkbau der 40. Hebestelle an der Pfotenhauer Straße. Mitte des 19. Jahrhunderts unterhielt die Stadt acht Hebestellen an den Grenzen der Altstadt, vier an jenen der Neustadt und zwei an denen der Friedrichstadt (LfD/2016).
6. ↑  
Denkmaltext 

Das Wohnhaus Thomas-Müntzer-Platz 8 in Dresden ist 1926–1927 errichtet worden. Das ergaben Recherchen in den historischen Adressbüchern. Als Eigentümer erscheint in den ersten Jahren das Baugeschäft Fritzsche & Sänger. Inhaber des in der Hindenburgstraße 24 befindlichen Geschäftes waren der Architekt Arthur Felix Fritzsche und der Steinmetzmeister Valentin Sänger. Mit großer Wahrscheinlichkeit lagen Entwurf und Ausführung des Hauses in den Händen von Fritzsche und Sänger. Mit dem übergiebelten Mittelrisalit zum Platz griff man ein Gestaltungselement der noch vor dem Ersten Weltkrieg fertig gestellten Häuser Nummer 3 und 5 auf, reduzierte aber deren größere Ausschmückung spürbar, wohl aus finanziellen Gründen, aber sicher auch dem moderneren Zeitgeschmack entsprechendatiert Die Fassade zur Heinrich-Beck-Straße erscheint schon deutlich sachlicher. Die Fassaden sind mit Sandsteinplatten verkleidet. Konsolen tragen den leicht vorkragenden Risalit. Hinzu kommen Vertikalgliederungen und das beide Straßenseiten verbindende Traufgesims mit Hängeplattenfries. 
Der markante Bau bildet mit allen vor 1945 entstanden Gebäuden am Platz ein beeindruckendes und unverwechselbares architektonisches und städtebauliches Ensemble, was trotz einiger späterer Eingriffe seinesgleichen sucht und weit in den Elbraum hinein wirkt. Abgesehen davon dokumentiert das fünfgeschossige Haus ein für seine Zeit typisches versachlichtes Gebäude, das bei aller Reduktion auf das Wesentliche noch ausgesprochen repräsentativ erscheint, was sicherlich auch mit seiner exponierten Lage zusammenhängt (LfD/2015).
7. 1 2 3 4  
Denkmaltext 

Ehem. Kunstgewerbemuseum mit Kunstgewerbeschule, heute Hochschule für Bildende Künste (Güntzstr. 34/Gerokstr. 2–4/Marschnerstr. 41/Dürerstr. 21). Das umfangreiche Gebäude-Ensemble ist ein Ergebnis der Kunstgewerbebewegung um die Jahrhundertwende, die von Dresden aus wesentlich mitbestimmt wurde.
Der Neubau für die bis dahin am Antonsplatz 1 befindliche Kunstgewerbeschule und -sammlung 1903–06 von William Lossow & Hermann Viehweger, Max Hans Kühne und Oberbaurat Karl Schmidt in der für Dresden typischen Mischung von neubarocken Formen mit Jugendstilelementen erbaut. Einige Räume architektonisch nach den in den Neubau zu übertragenden historischen Ausstattungsstücken ausgerichtet. 1945 ein Teil der Gebäude ausgebrannt, die architektonischen Gegebenheiten in vereinfachten Formen wiederhergestellt.
Wirkungsvolle Gruppierung langgestreckter, ein- bis viergeschossiger Flügelbauten (die ursprünglichen Mansarddächer heute zum Teil verändert) und großer Pavillonbauten mit hohen Mansardwalmdächern um vier Höfe. Risalite und plastischer Schmuck, besonders aufwendig an den beiden Pavillons zur Gerokstraße, gestalten die zum Teil wuchtigen Baukörper. Der Haupteingang an der Güntzstraße: vorgezogener Mittelbau mit kleiner offener Vorhalle, in ihrem aufgeschwungenen Giebelfeld bezeichnet 1906. – Die große Eingangstür vom Palais Brühl mit reizvoll geschnitzten Rocaillen von Joseph Deibel (1716–1793), 2. Drittel 18. Jh. In der großen Eingangshalle Tonnengewölbe mit Stichkappen, zarte Stuckdekorationen, die drei großen Flügeltüren mit Schnitzereien ebenfalls vom Palais Brühl. An der nördlichen Seite barockisierendes, mit Jugendstilformen gestaltetes Sandsteinportal zum ehem. Kunstgewerbemuseum: auf mächtigen Voluten lagern eine weibliche und männliche Allegorie mit dem königlichen Wappen.
Im Vestibül flache Stuckdecke, muschel- und zopfartige Stuckdekorationen. Die Treppe und ein Fenster mit reichen, ornamentalen Ziergittern aus dem Palais Brühl. Im nordwestlichen Flügel sog. Renaissancezimmer, polychrom bemalte Kassettendecke aus dem Schloss Nossen (Landkreis Meißen): kurfürstliches Wappen und reiche Ornamentik. Im sog. Rokokozimmer Deckengemälde mit Venus, Bacchusknaben und Herkules aus dem Romanushaus in Leipzig, wohl von Adam Friedrich Oeser. Der nordwestliche Pavillon durch den langgestreckten Nordflügel mit dem nordöstlichen verbunden, an diesen anschließend Kapelle mit Arkadenhof. Italianisierender, neubarocker Bau mit 5/8-Schluss, Mansardwalmdach und Dachreiter. Saal mit kleinen, kapellenartigen Seitenschiffen, kostbar bemalte flache Holzdecke von 1619 aus der ehem. Dorfkirche in Rechenberg-Bienenmühle (Landkreis Mittelsachsen): kommunizierendes Rahmensystem, reiches Rankenwerk mit kleinen Figuren von Tod und Teufel, Schrifttafeln und Putten, im Mittelbild Christi Himmelfahrt. An der nördlichen Orgelempore fünf bemalte Füllungen aus derselben Kirche: Verkündigung, Anbetung der Hl. Drei Könige, Geißelung, Kreuzigung und Auferstehung, wohl ebenfalls um 1619. In den fünf Chorfenstern Nachbildungen der aus der Landauer Kapelle zu Nürnberg stammenden, 1508 vermutlich nach Entwürfen Albrecht Dürers ausgeführten Glasbilder, darüber Glasscheiben mit Wappen Frankfurter Geschlechter, 16. Jh. – Südlich des Chors kleiner Arkadenhof in der Art eines Kreuzgangs mit mehreren Sandsteinepitaphien vom alten Dresdner Annenfriedhof. – Der Nordflügel durch einen kleinen Flügelbau mit Pavillon mit dem viergeschossigen, südlichen Hauptgebäude verbunden und zugleich den Arkadenhof vom großen Schmuckhof trennend. Die Innenarchitektur des Rundpavillons erhalten: nach dem ehem. Pavillon des Palais in der Zinzendorfstraße gestaltet. Nischenfigur, Frau auf Vase gestützt, Ton, Anfang 18. Jh. (von Schloss Pförten/Brody, heute Polen). Vor dem Pavillon im großen Schmuckhof geschwungene Freitreppe, im Hof Skulpturen: Johannes datiert T. von Lorenzo Mattielli für die Dresdner Hofkirche und mehrere hervorragende Sandsteinfiguren aus dem Schlossgarten zu Pförten, davon beachtlich zwei Nymphen mit je einem Muschel haltenden Putto, die Gruppe mit Argus und Merkur sowie die Skulptur einer Diana, die Figuren vermutlich ebenfalls von Lorenzo Mattielli oder von Johann Gottfried Knöffler (1715–1779). Im gesamten Gebäude prächtige Öfen vom 16. bis 19. Jh. – Die Gebäudetrakte der Hochschule für Bildende Künste um einen großen Hof angelegt, letzterer als Park gestaltet und durch den kurzen, in der Nord-Südachse stehenden und an den Arkadenhof des ehem. Kunstgewerbemuseums angrenzenden ehem. Festsaalbau optisch geteilt. Der in diesen Bau übertragene Festsaal aus dem Palais Brühl 1945 ausgebrannt (Reste erhalten), der Gebäudeflügel jüngst mit modernem Dachaufbau wiederhergestellt. Das große Treppenhaus mit zweiläufiger Treppe, die Ziergitter wie auch diejenigen im Treppenhaus des Westflügels erhalten (aus: Dehio Dresden 2005, bearbeitet).
8. ↑  
Denkmaltext 

Abweichend von der konservativen Grundhaltung der früheren Studentenwohnheime dokumentiert die Güntzstraße 22 in Dresden mit ihrem schrägen Eingangsvordach, der weiträumigen Treppenhaus- und Eingangshallengestaltung, den großzügigen Fassadenöffnungen und den sparsamen Fassadengliederungen durch Rücklagen in der Putzfläche und polychrome Farbfassung eine für die Zeit vor 1960 in Westdeutschland typische, auf dem Gebiet der DDR aber eher seltene Architektur. In seiner gestalterischen Qualität ist das Gebäude von Vergleichsbeispielen in der alten BRD kaum zu unterscheiden und somit auch ein Dokument für die Vorbildrolle westeuropäischer Architektur hierzulande. Entstehungszeit und Angabe zum Architekten nach Auskunft des Studentenwerkes, dem derzeitigen Besitzer.
Die markante Strukturwand aus Betonformsteinen, daher auch die Bezeichnung Formsteinwand, ist von der Dresdner Produktionsgenossenschaft Kunst am Bau, insbesondere den Künstlern Karl-Heinz Adler und Friedrich Kracht entwickelt worden. Es handelte sich um ein seriell und industriell vorgefertigtes Gestaltungsmittel, das bei allem Zwang nach ökonomischer und technischer Effektivität auch ästhetischen Ansprüchen genügte. Der Entwicklung war eine von der Stadt Dresden geförderte Forschungsarbeit zu sogenannten „durchbruchplastischen Wänden“ vorausgegangen. Die aus einer begrenzten Anzahl von Elementen bestehenden und in unterschiedlichen Kombinationen errichteten Formsteinwände kamen an Gebäuden zum Einsatz oder dienten als Elemente der Freiflächengestaltung. Als Hersteller der Betonelemente konnten die Dresdner Genossenschaft die Berliner Firma Stuck- und Naturstein gewinnen. Manches davon hat sich noch erhalten, vor allem in Dresden, aber auch in anderen Städten, wie Zwickau.
Bei der Betonformsteinwand handelt es sich um ein markantes Beispiel der Kunst am Bau zu DDR-Zeiten und ein gestalterisch anspruchsvolles dazu. Abgesehen davon werden seit kurzer Zeit viele dieser Wände abgebrochen, womit die erhaltenen Exemplare in zunehmendem Maße Seltenheitswert erlangen (LfD/2016).
9. ↑  
Denkmaltext 

Die an der Rückseite des Treppenhauses der Marschnerstraße 26 in Dresden, OT Johannstadt-Süd angebrachten Glasfenster wurden von dem bedeutenden Dresdner Maler Hans Jüchser (1894–1977) entworfen. Laut Auftrag hatte man dem Künstler die Aufgabe gestellt, eine dekorative Gestaltung mit Motiven des Fliegens, Schwebens oder Schwimmens und des Wassers zu Entwerfen. Dies erfolgte auf gestalterisch anspruchsvolle Weise in einer modernen, fast kubistisch anmutenden Form. Aus der Autorenschaft und der gestalterischen Qualität ergibt sich die künstlerische Bedeutung und damit auch ein öffentliches Erhaltungsinteresse (LfD/2017).